# ǁKaras
Pour les articles homonymes, voir Karas (homonymie).
ǁKaras est l’une des quatorze régions administratives de Namibie. Appelée Karas à l'origine, elle est renommée en août 2013. Située au sud du pays, elle est la plus grande région du pays en superficie avec 161 325 kilomètres carrés et la moins dense avec une population de 109 683 habitants en 2023.
Le nom de la région provient des monts Karas situés au sud de la région. 

## Subdivisions
Cette région est divisée en sept circonscriptions : 
- Keetmanshoop Urban
- Berseba
- ǃNamiǂNûs, auparavant Lüderitz
- Oranjemund
- Karasburg East
- Karasburg West
- Keetmanshoop Rural

## Activités économiques

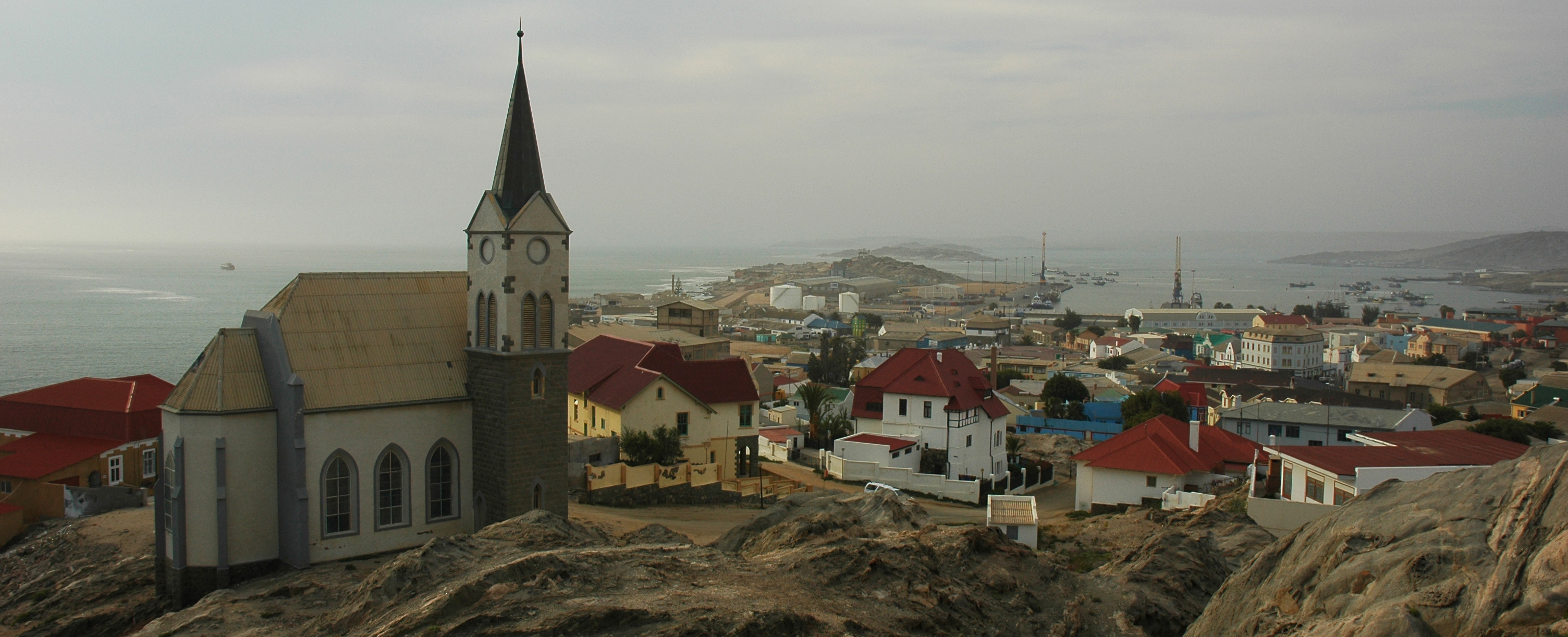
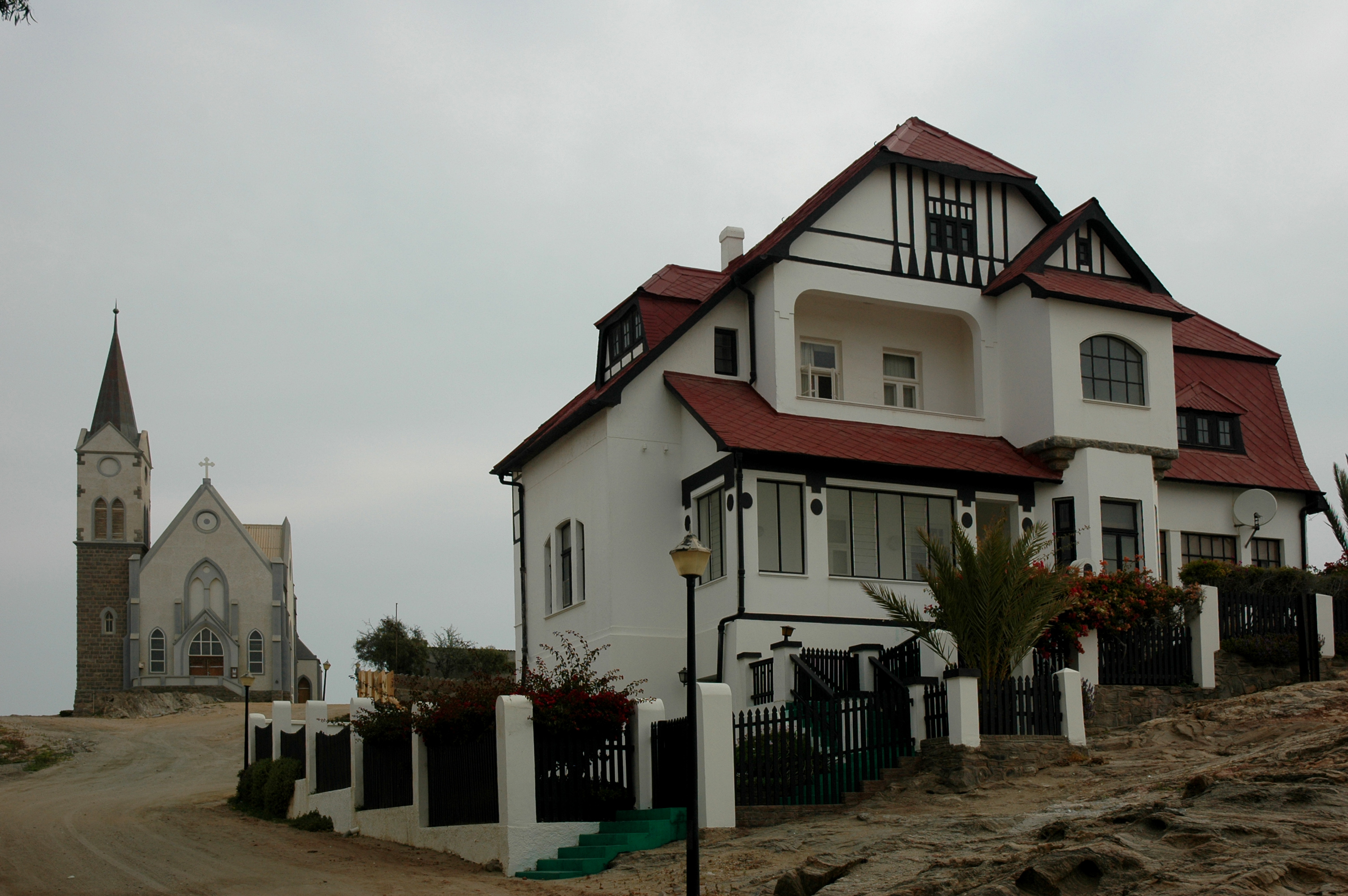
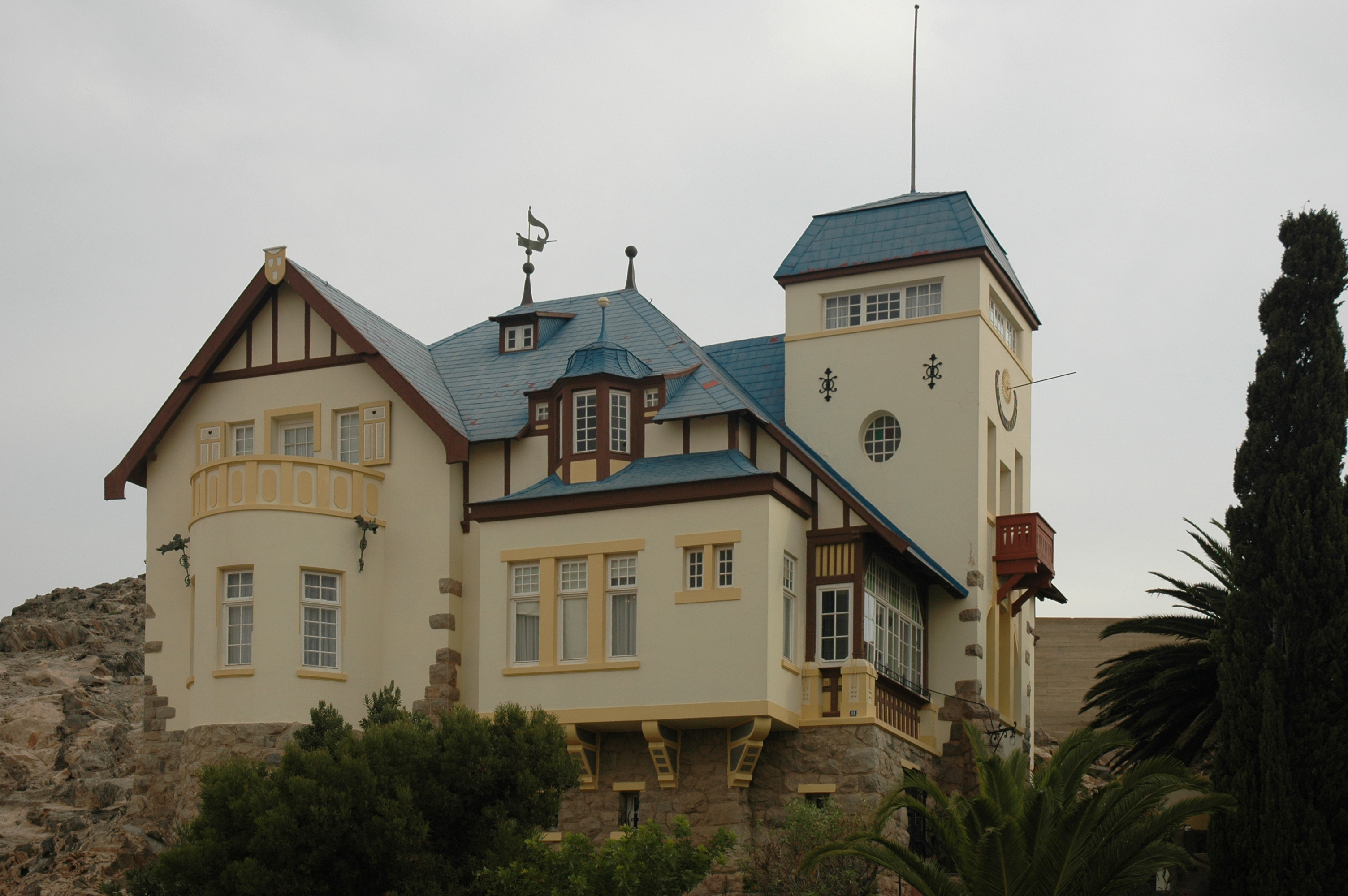
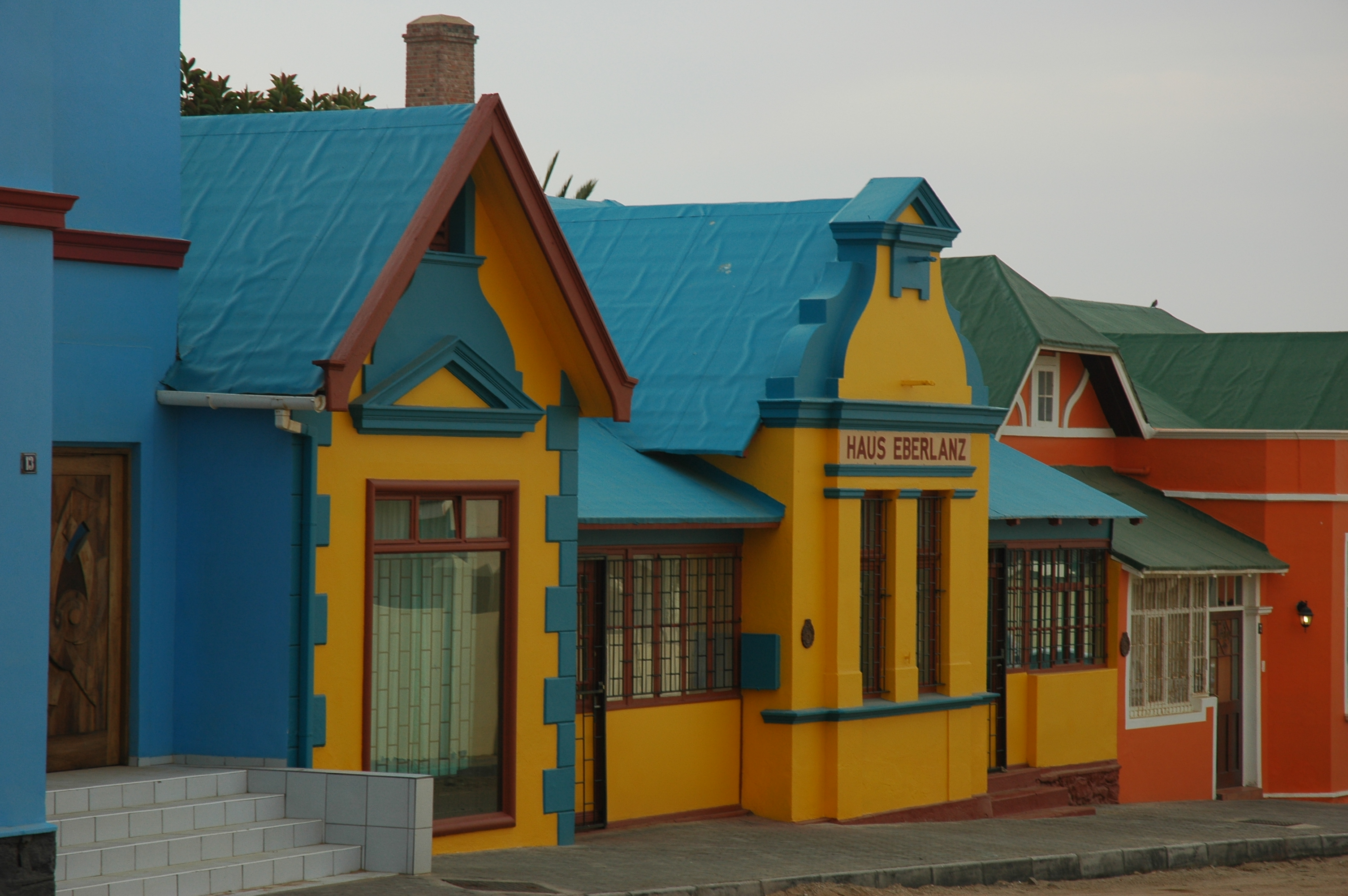
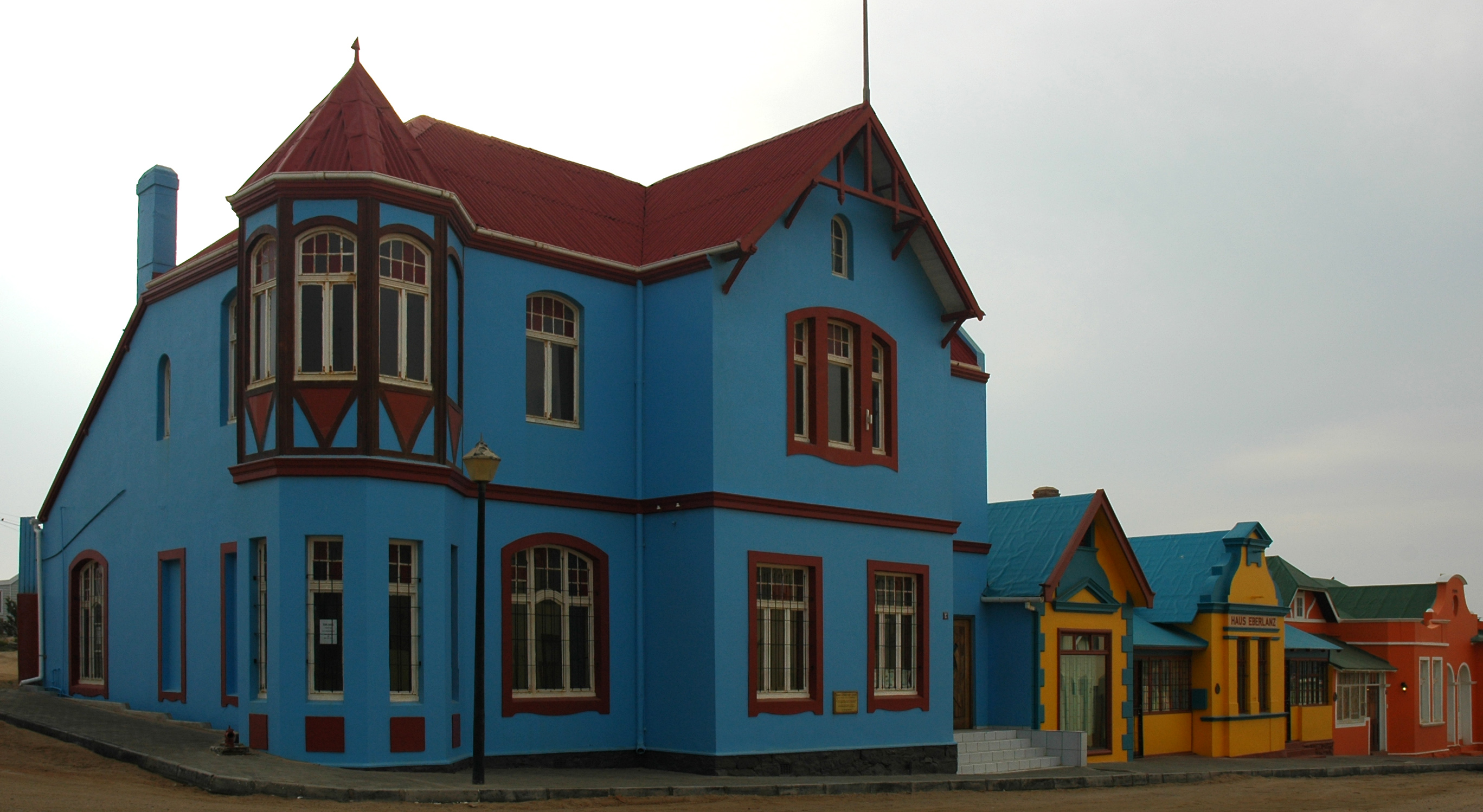

La région comprend de nombreuses fermes élevant des chèvres ou des moutons. L’irrigation et l’élevage de gibier se développent le long de la Naute Dam et du fleuve Orange.
Le port de Lüderitz a une importante activité de pêche.
La zone diamantifère située au sud-ouest du ǁKaras est interdite d'accès. Elle produit d’importants revenus pour l’État namibien.
La région est frontalière de l’Afrique du Sud. Une ligne de chemin de fer et deux routes principales relient le ǁKaras à l’Afrique du Sud.
Keetmanshoop, outre être celle de la région, est considérée comme étant la capitale du sud. Elle est reliée à la capitale Windhoek par une route principale, une voie de chemin de fer et une ligne d’avion directe.

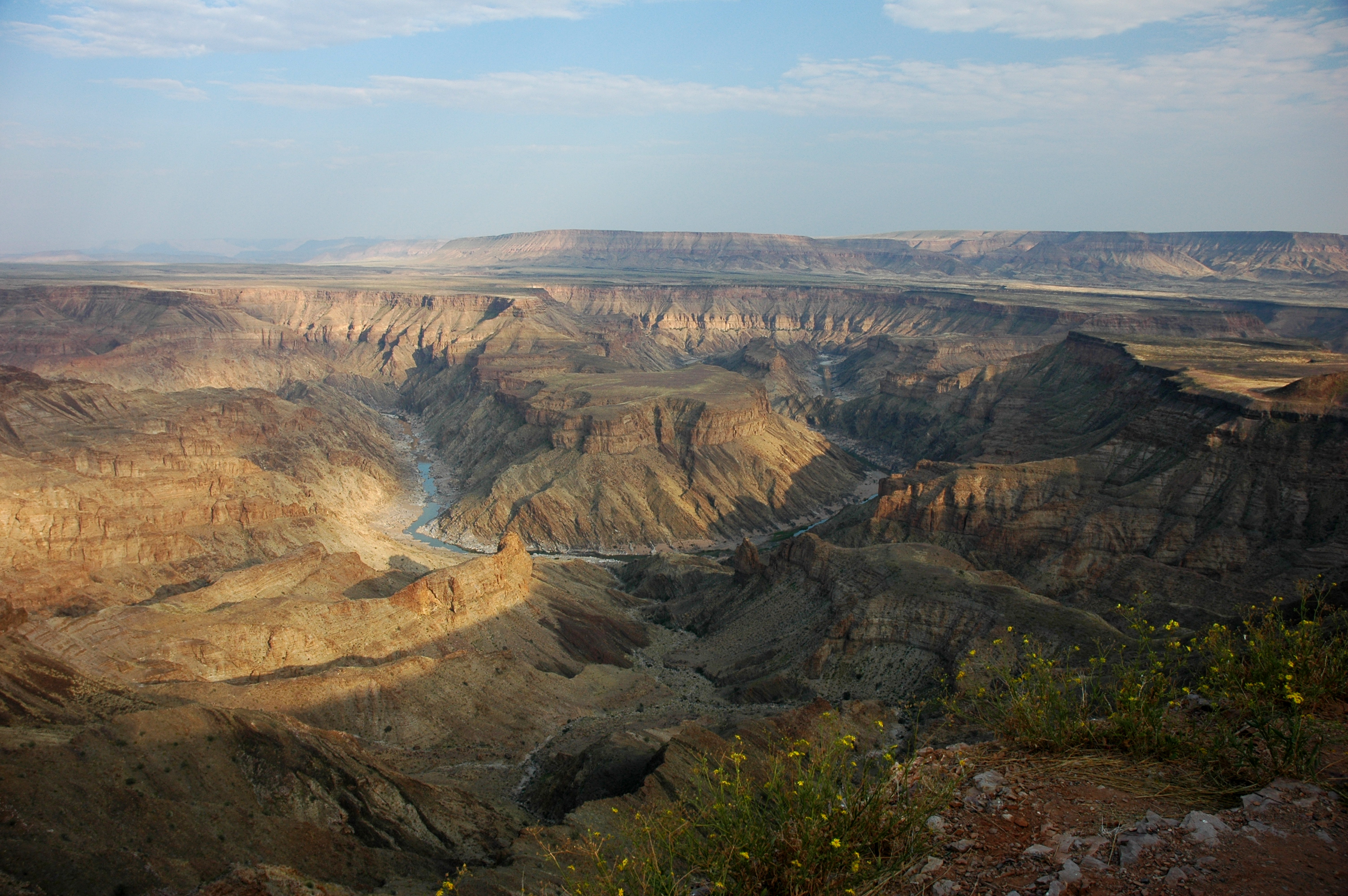
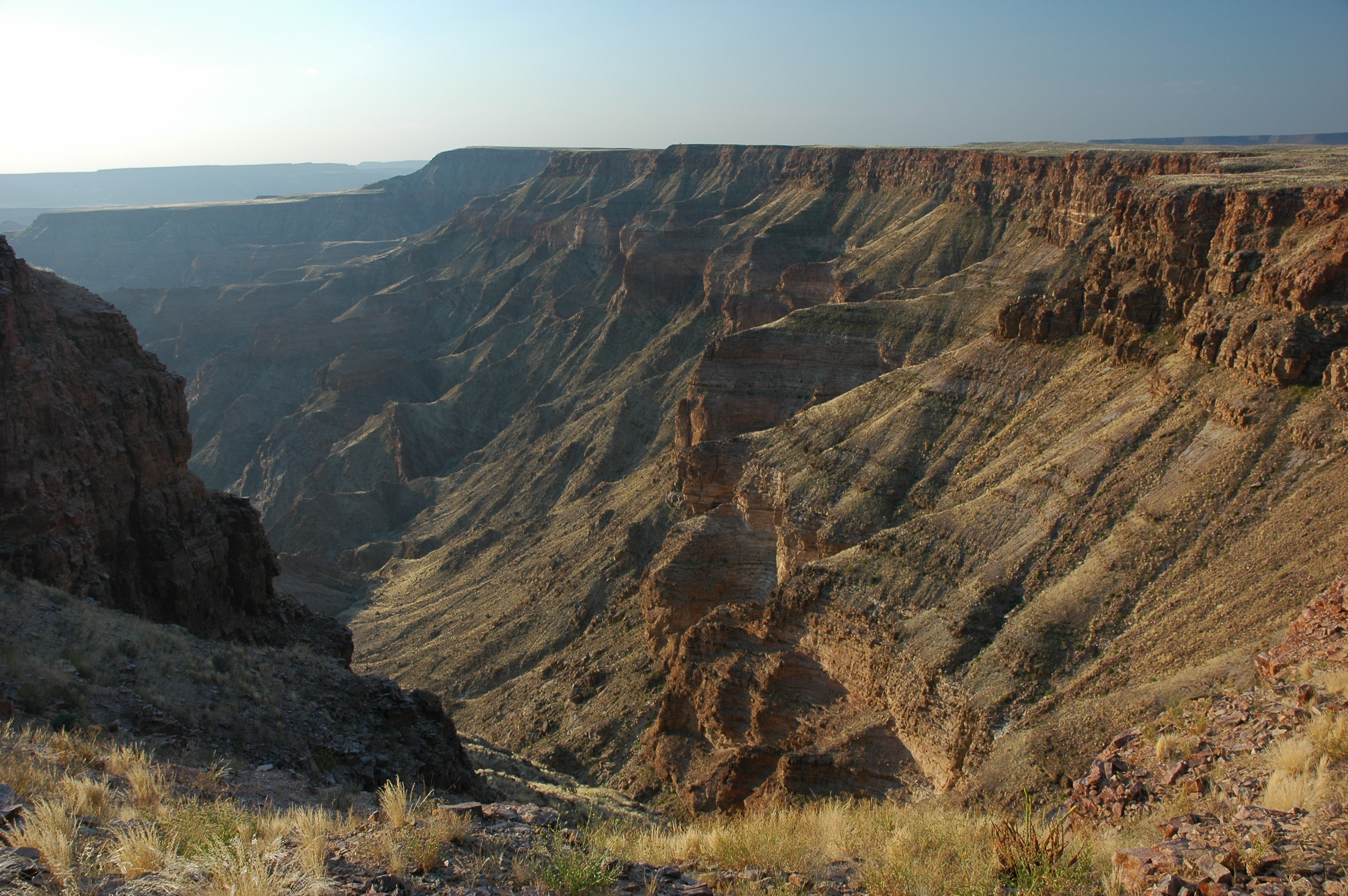
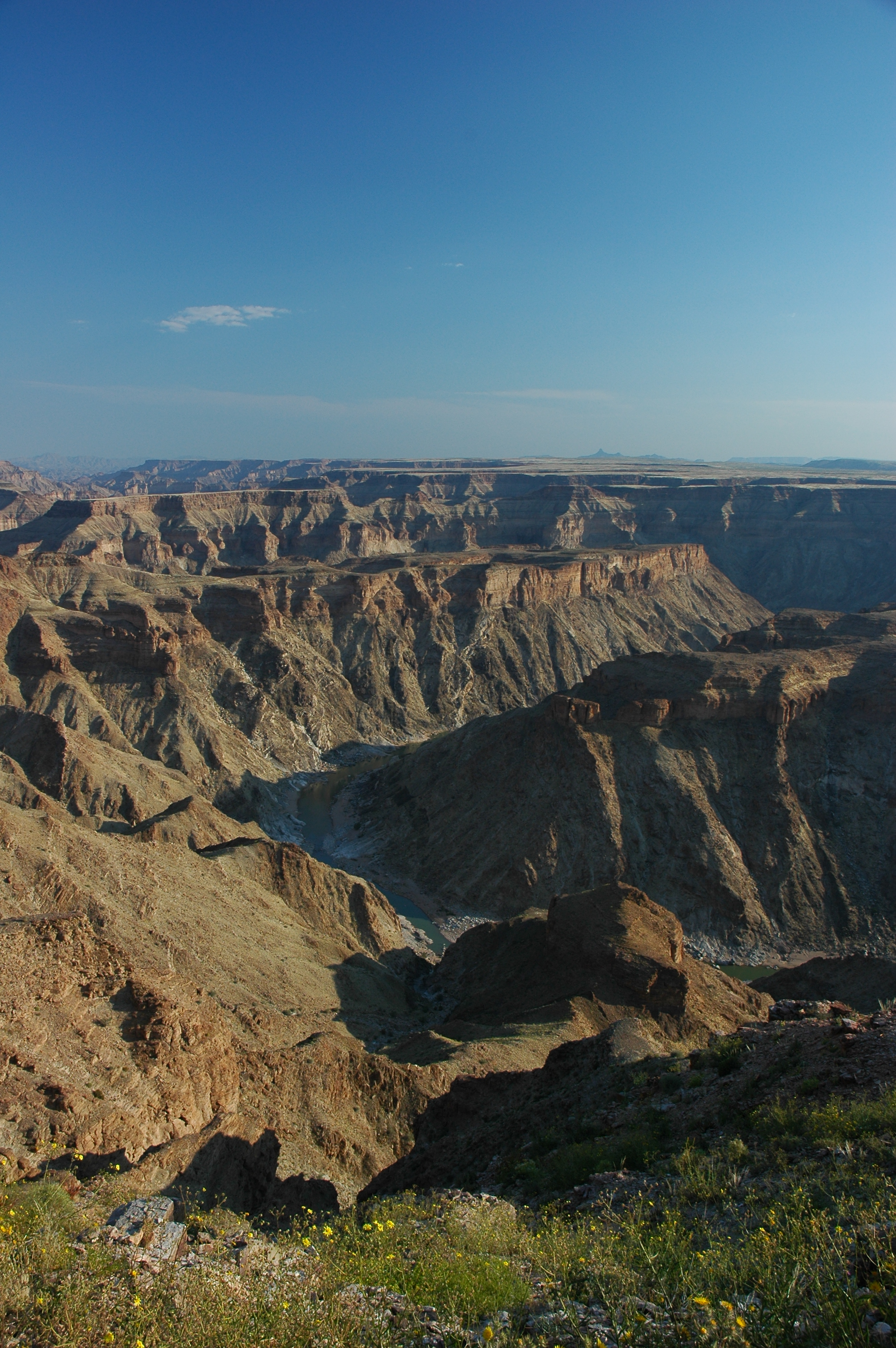
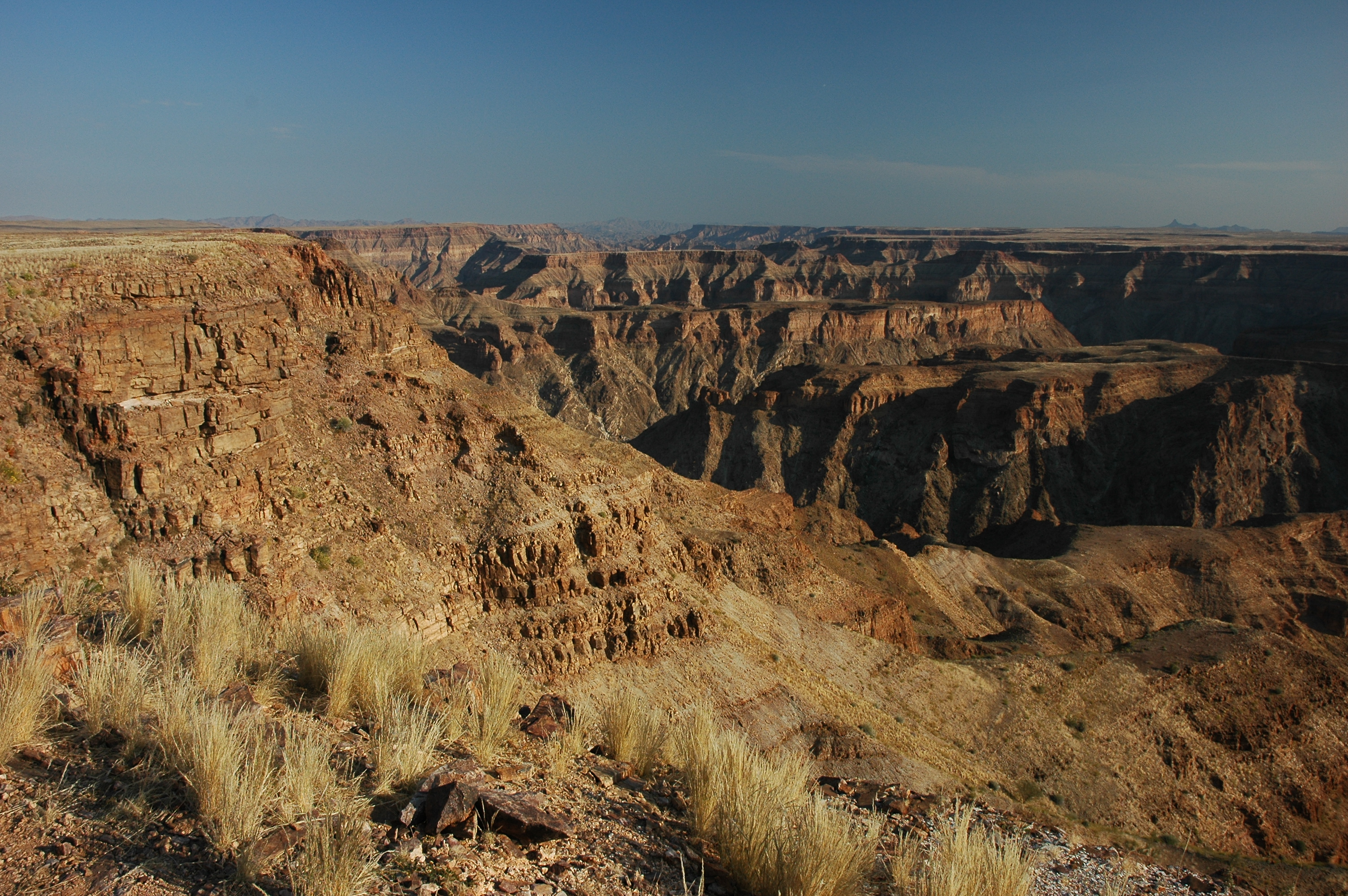
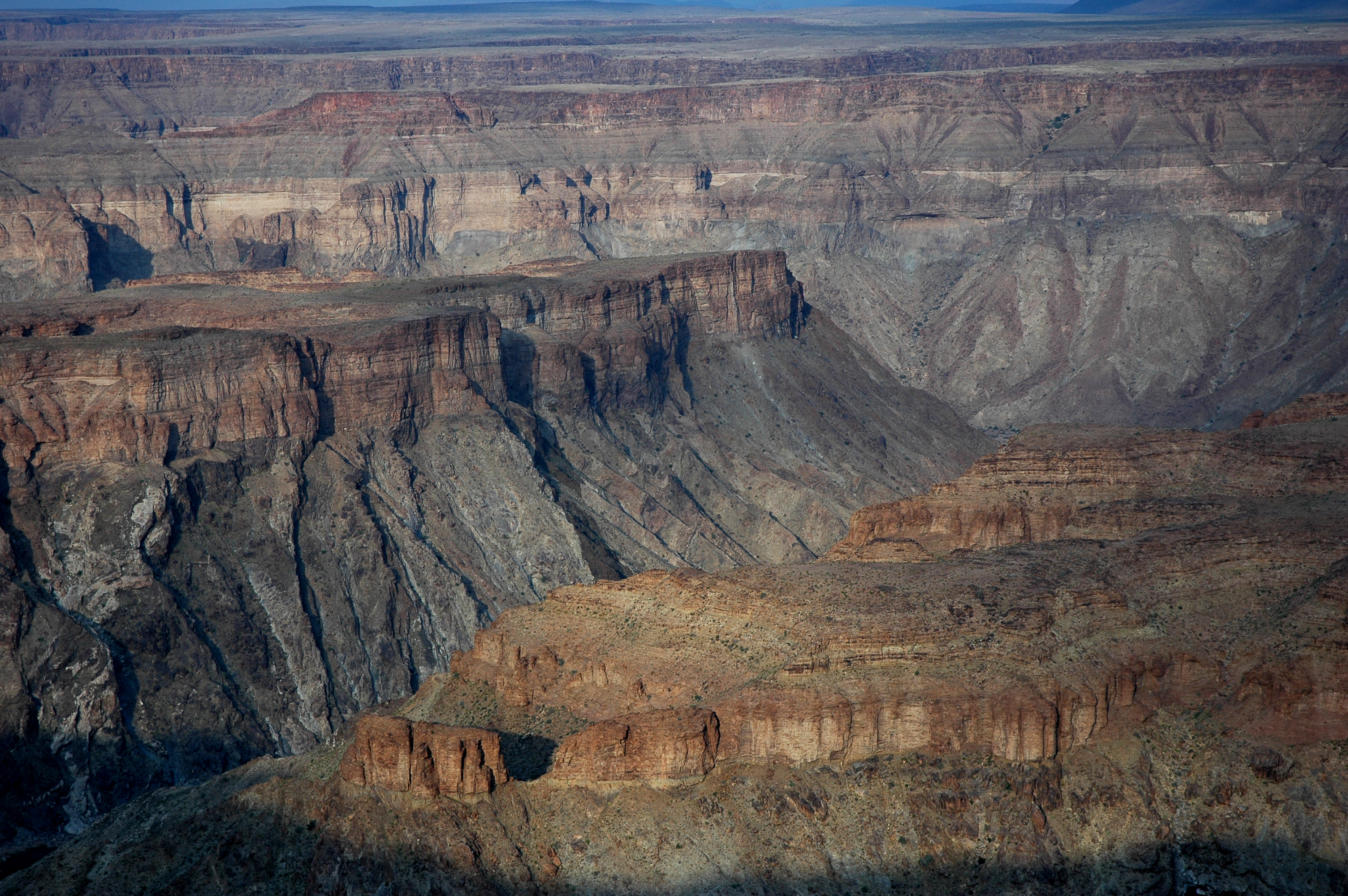
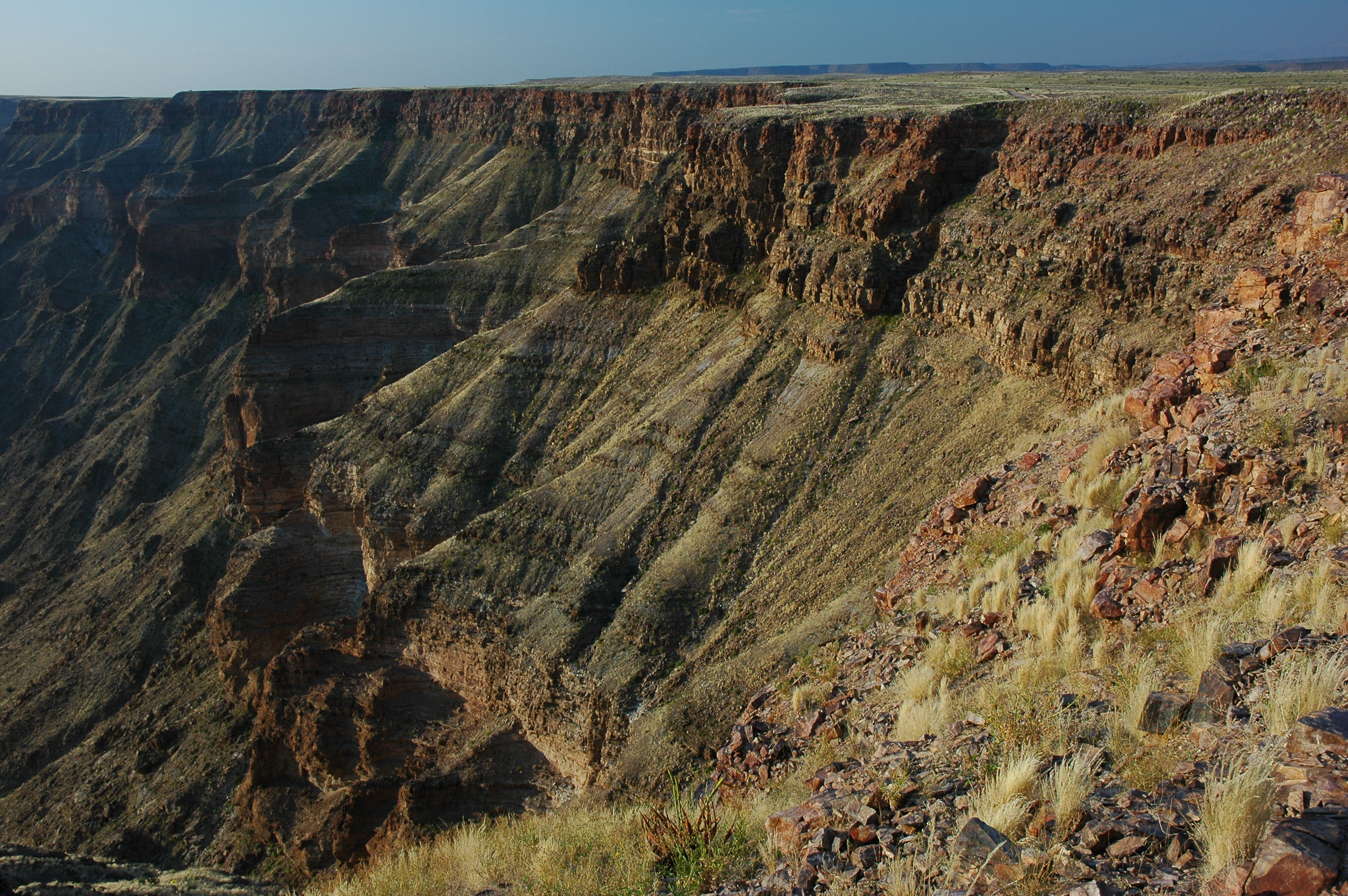
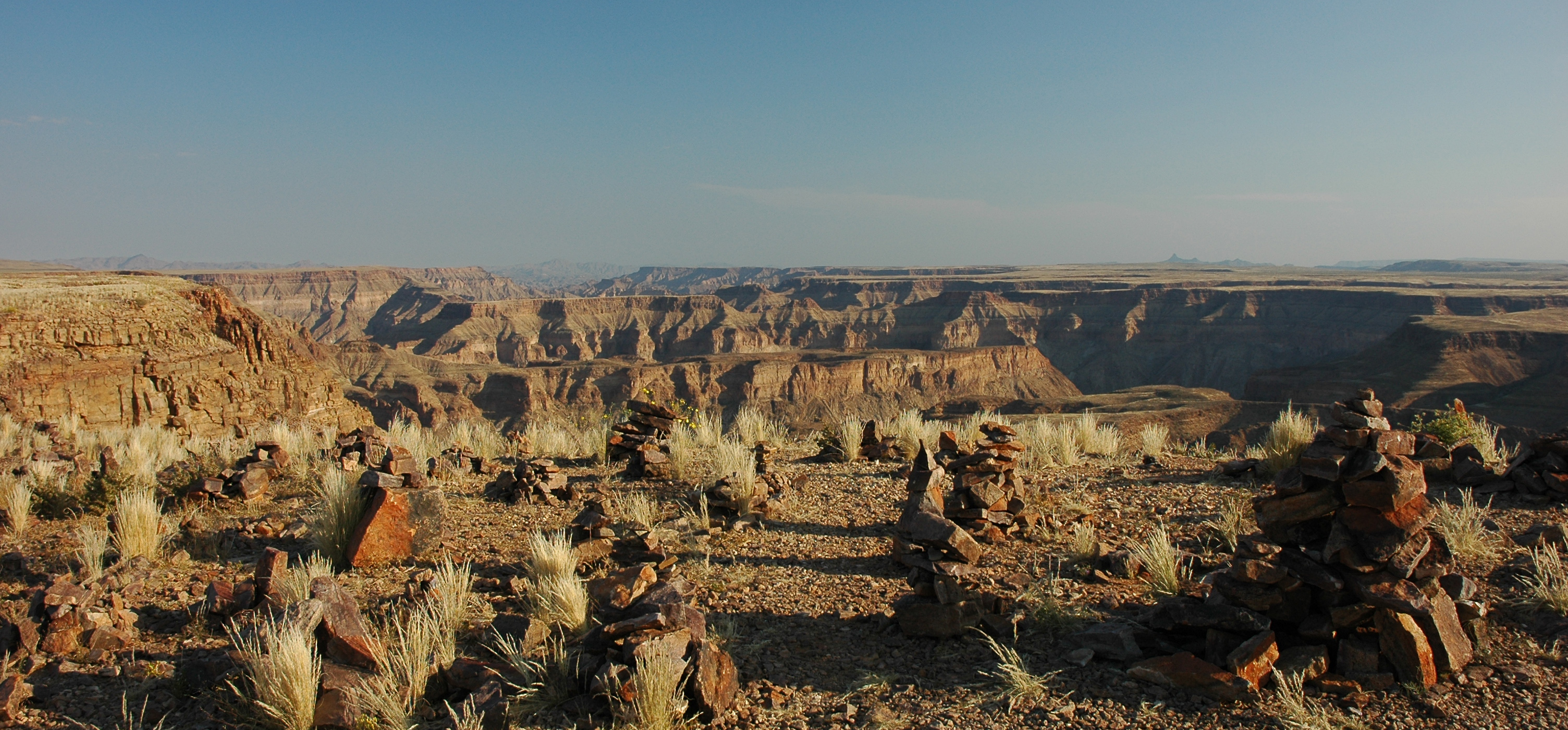

Le tourisme est en développement :
- Fish River Canyon

- Quivertree Forest

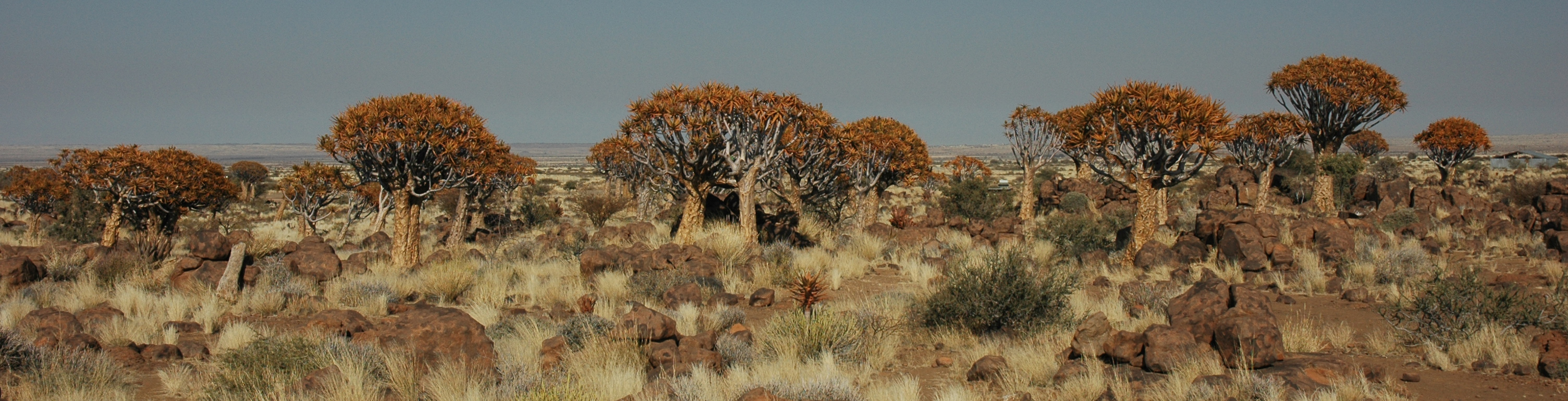
Quivertree Forest près de Keetmanshoop
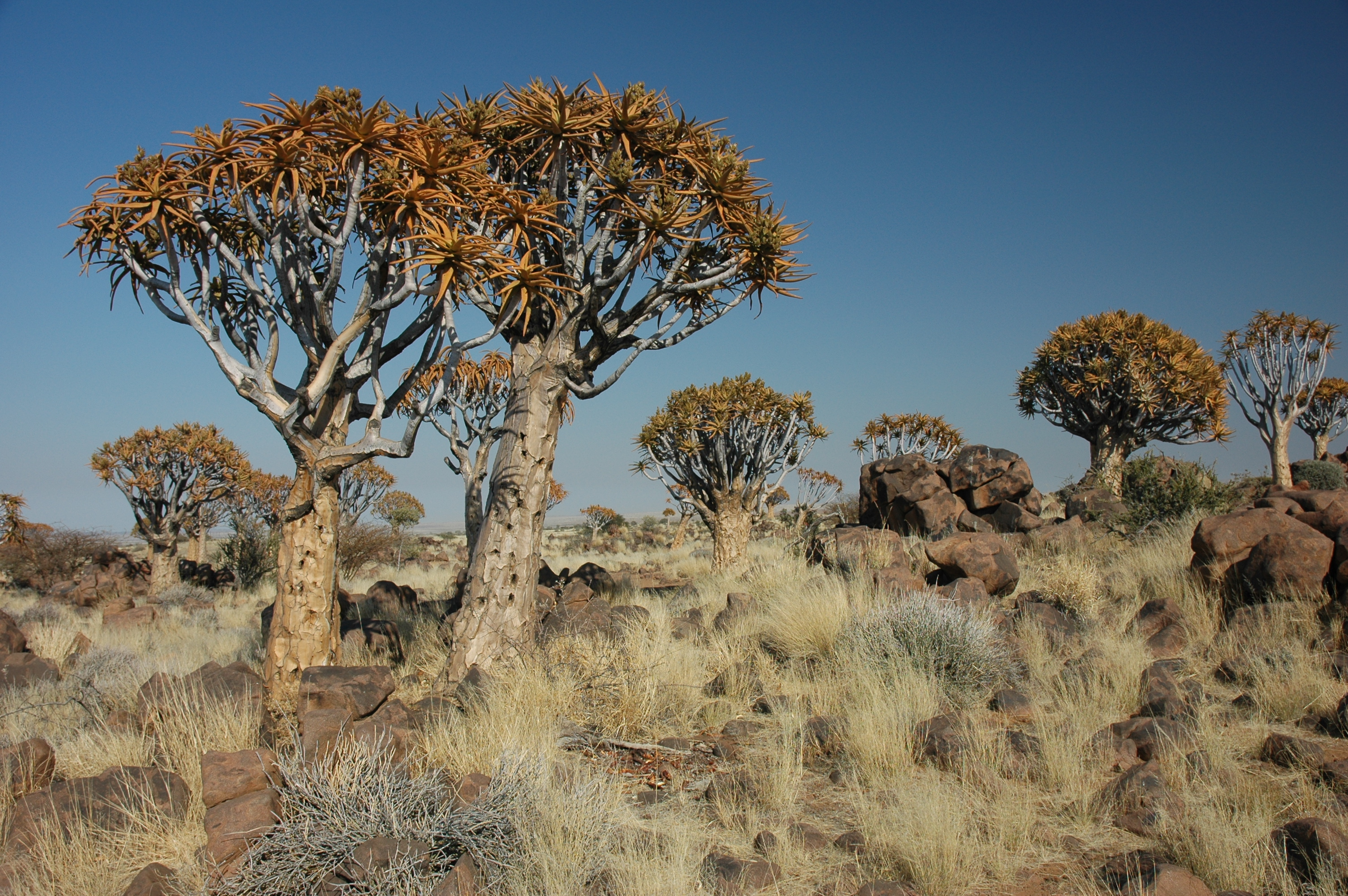
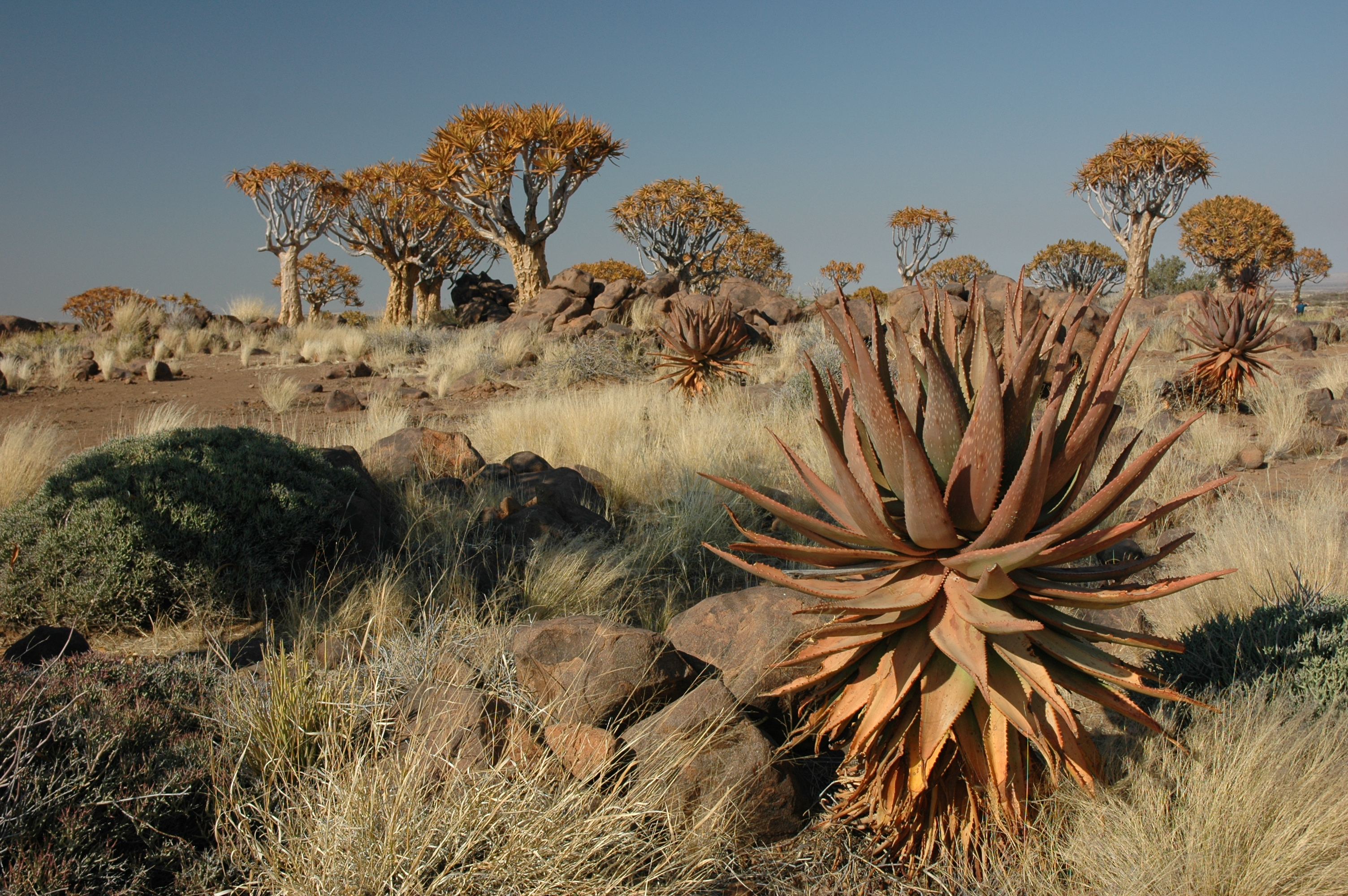
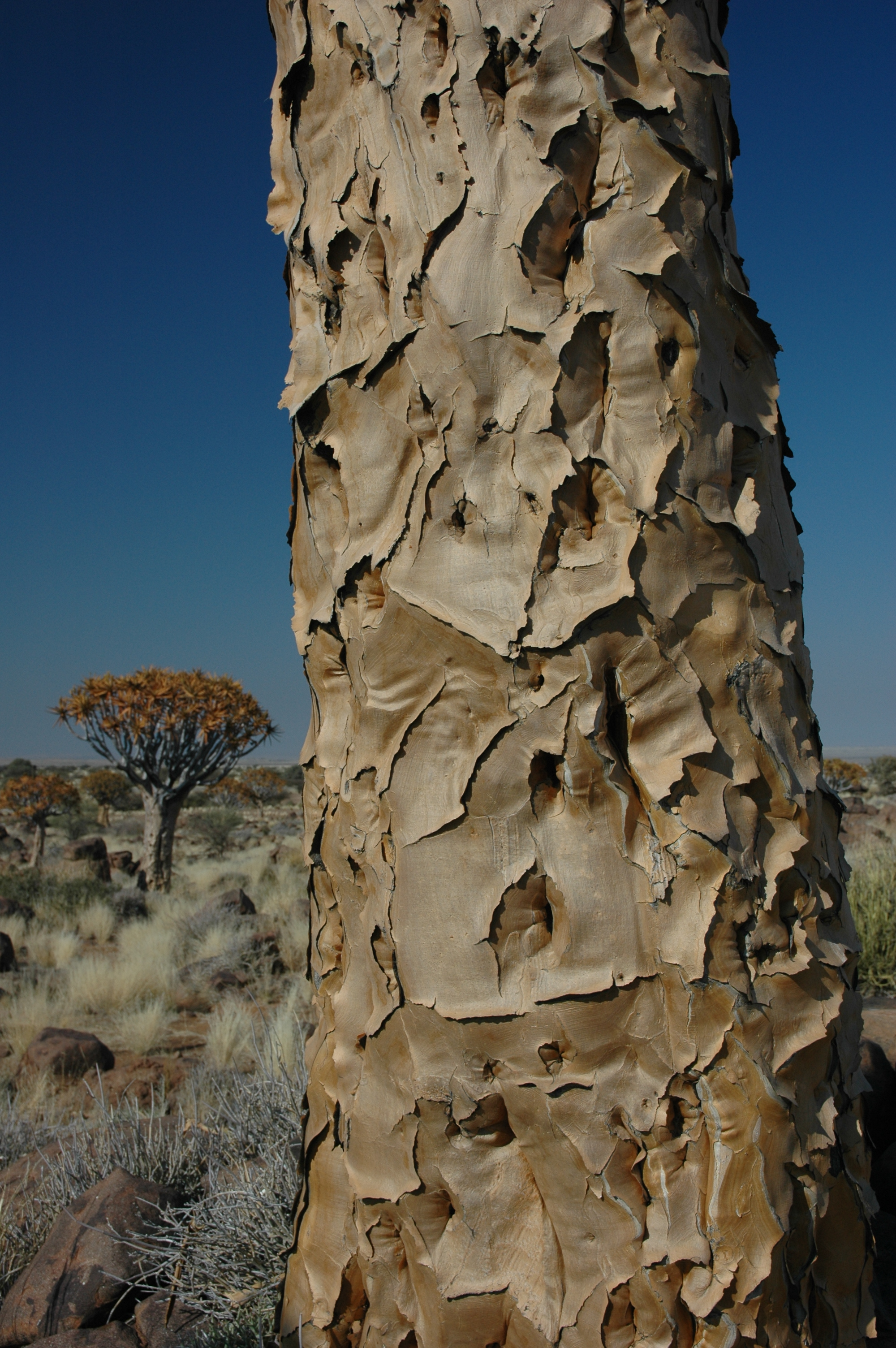
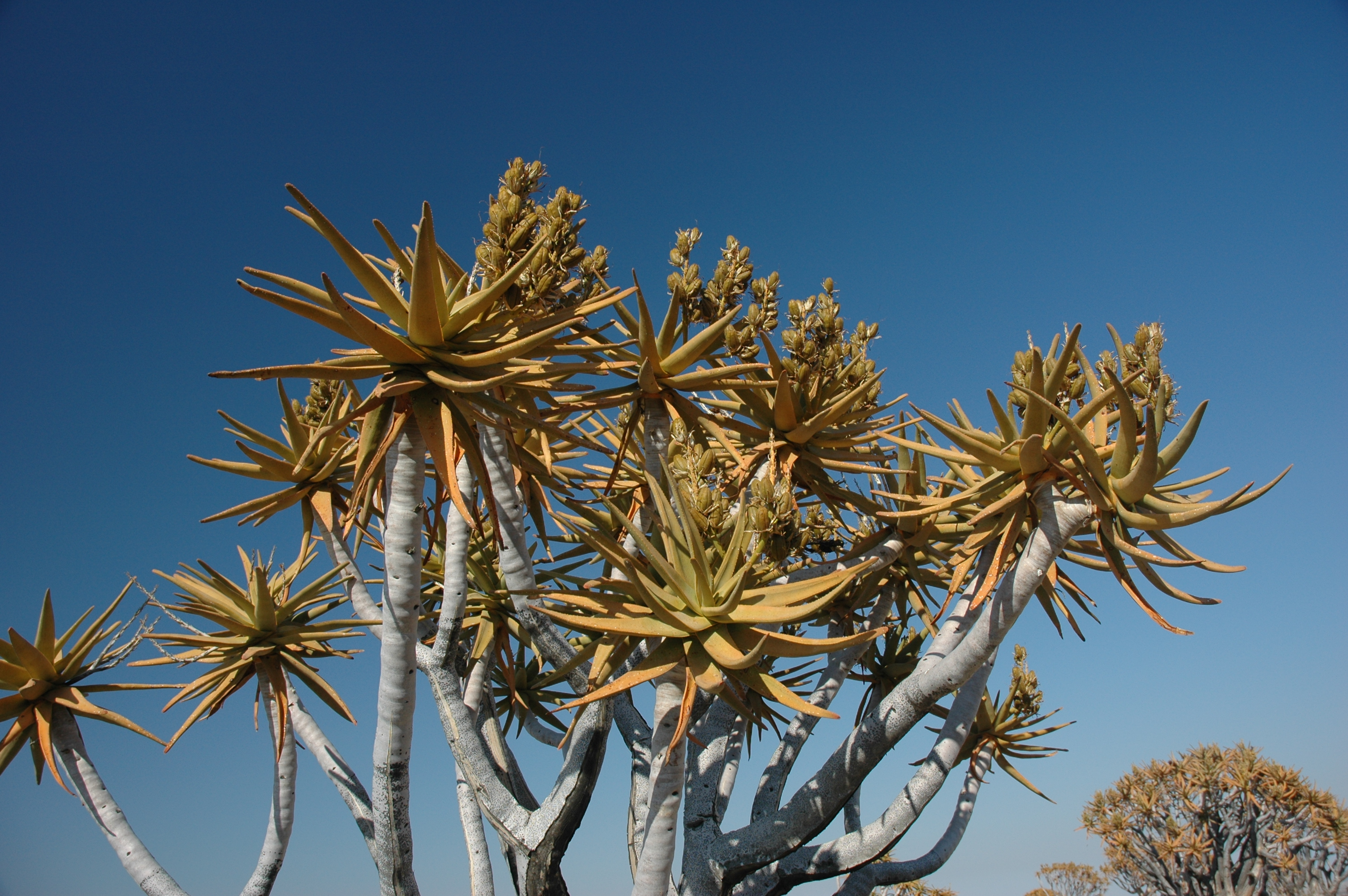

- Giants Playgrounds

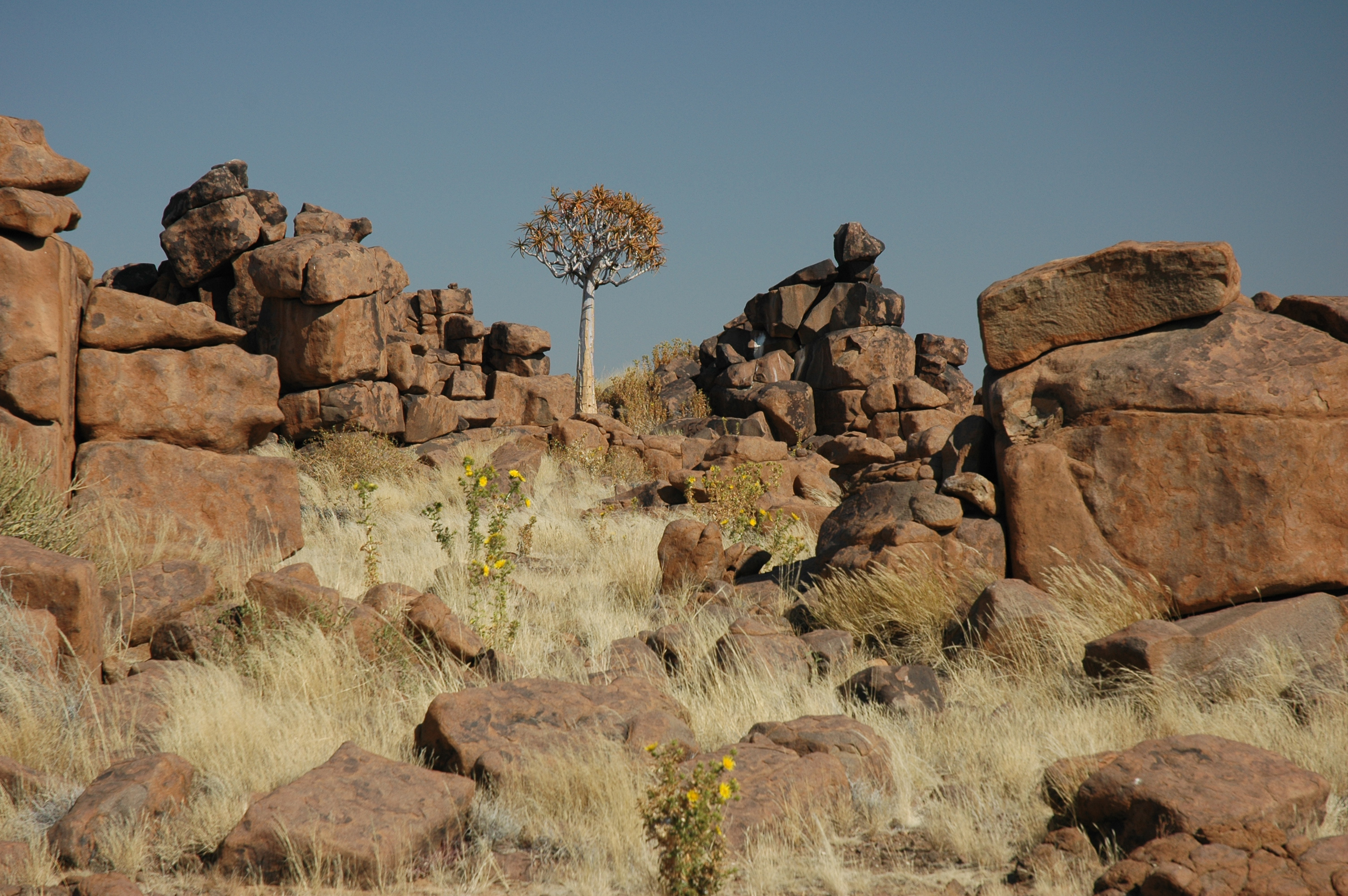
Giants Palygrounds près de Keetmanshoop
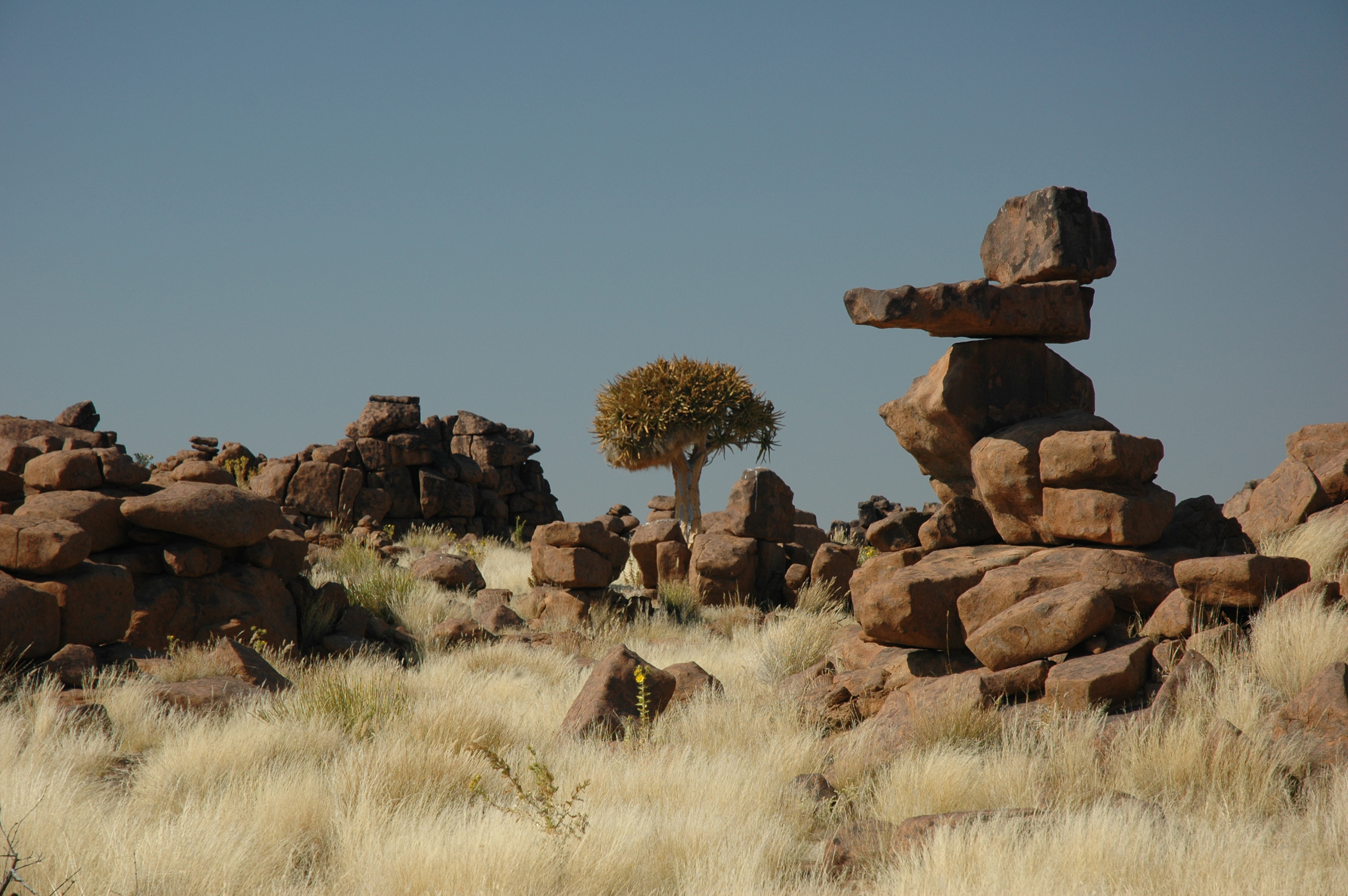
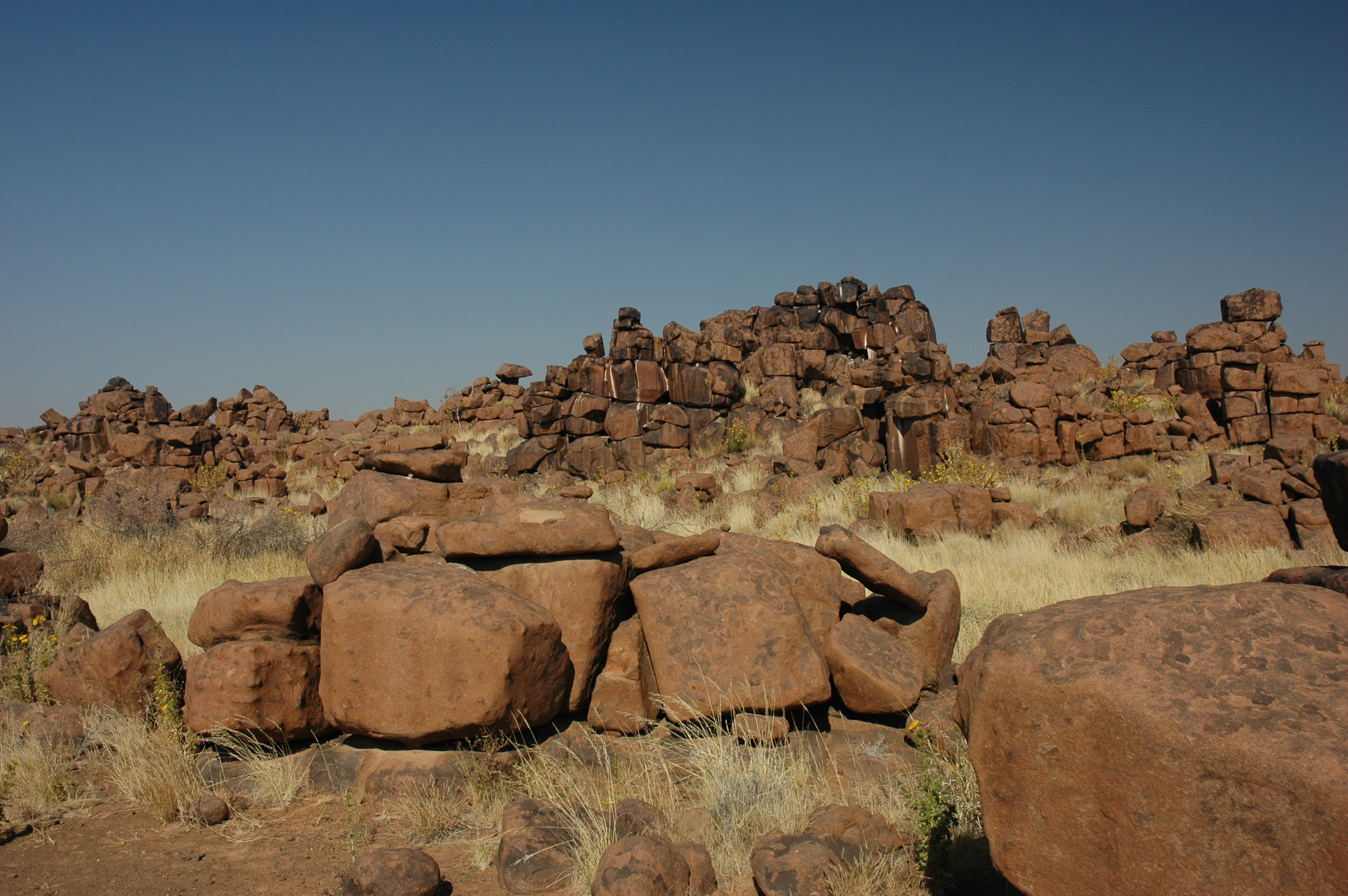
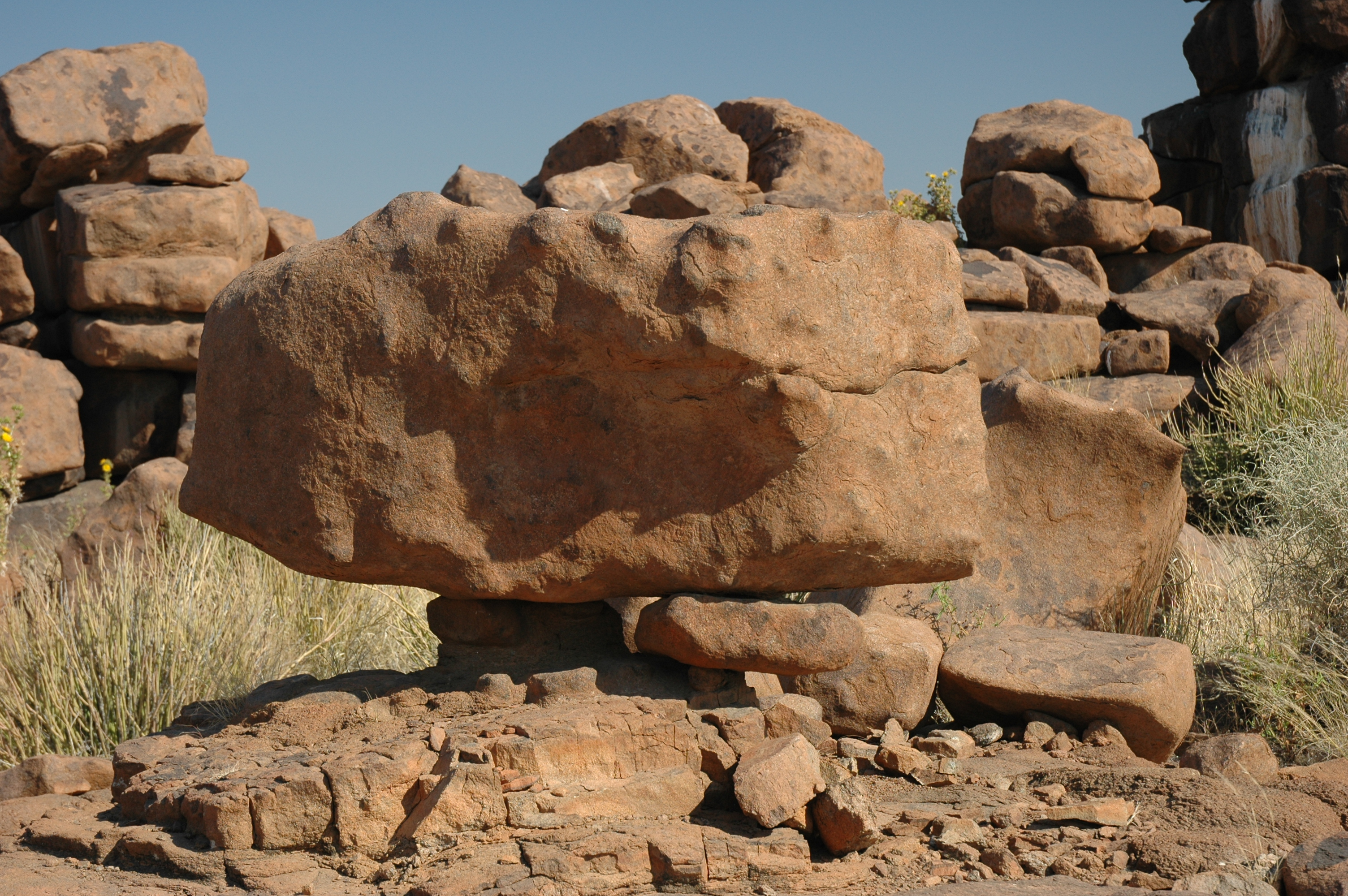

- Lüderitz

- Kolmanskop

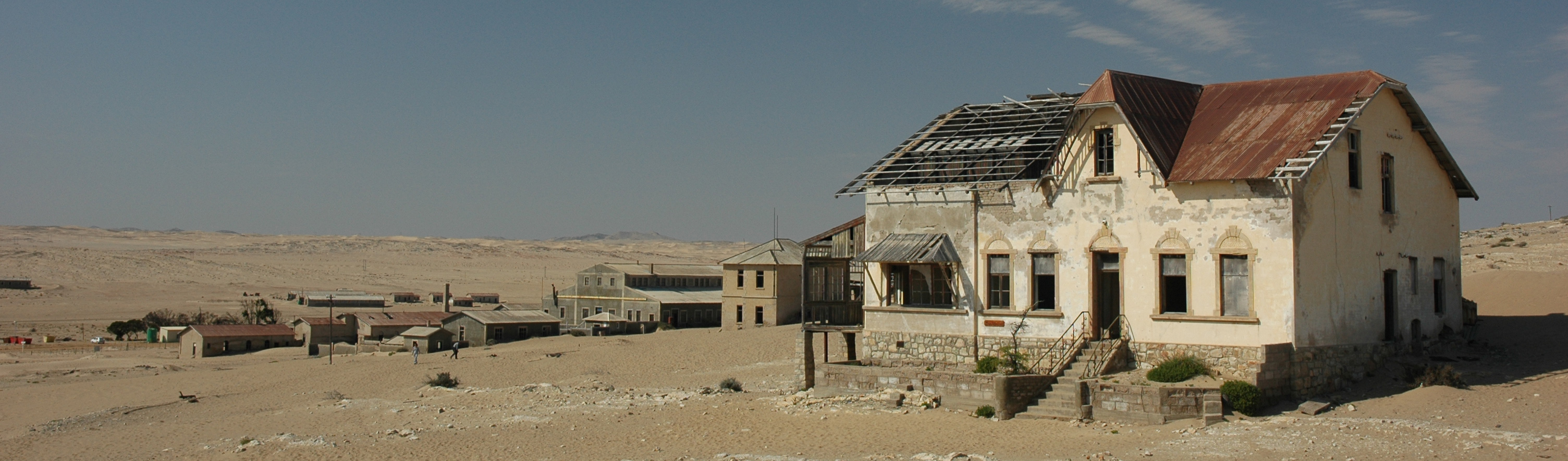
Kolmanskop, une ville minière abandonnée près de Lüderitz
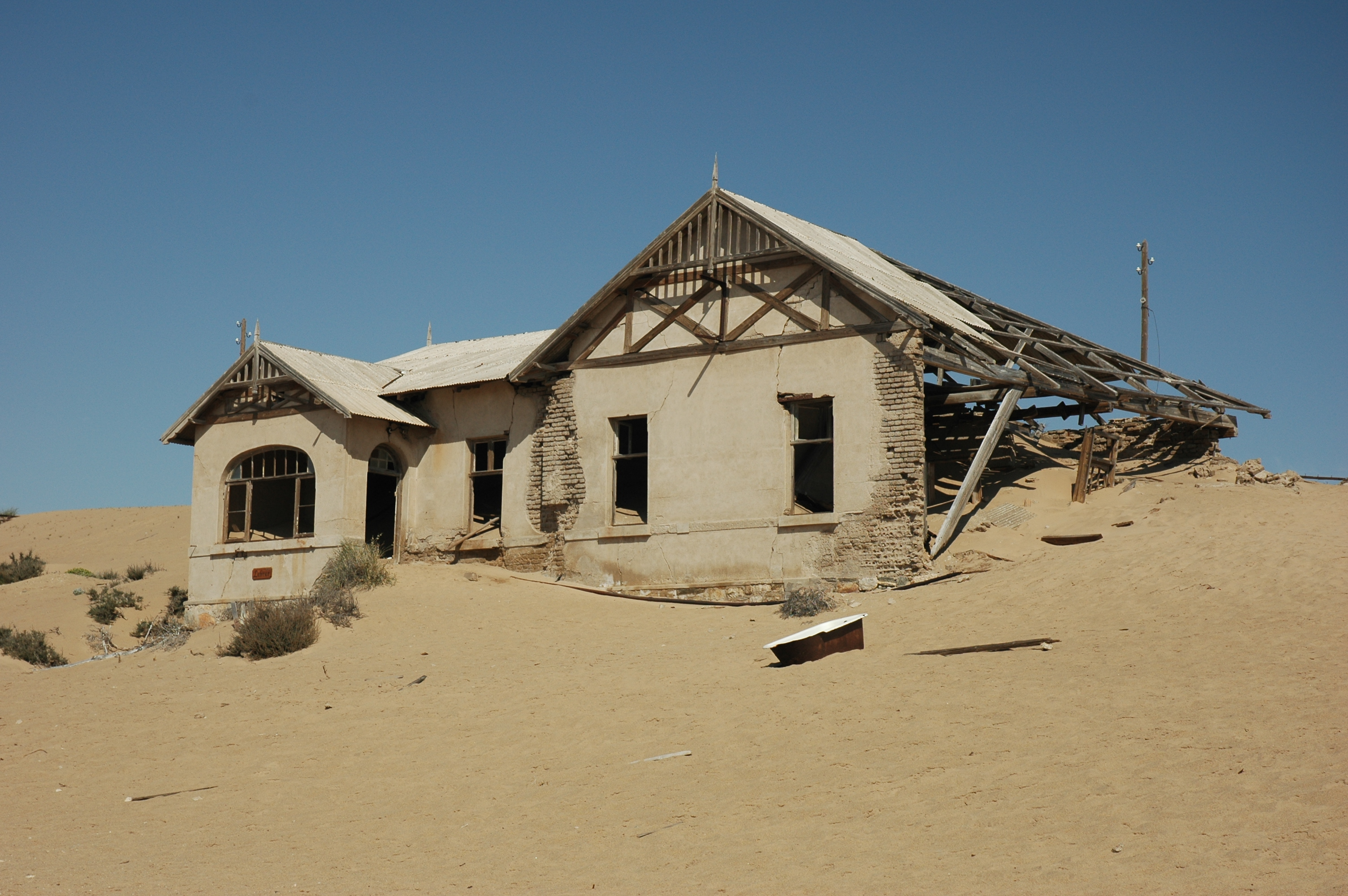
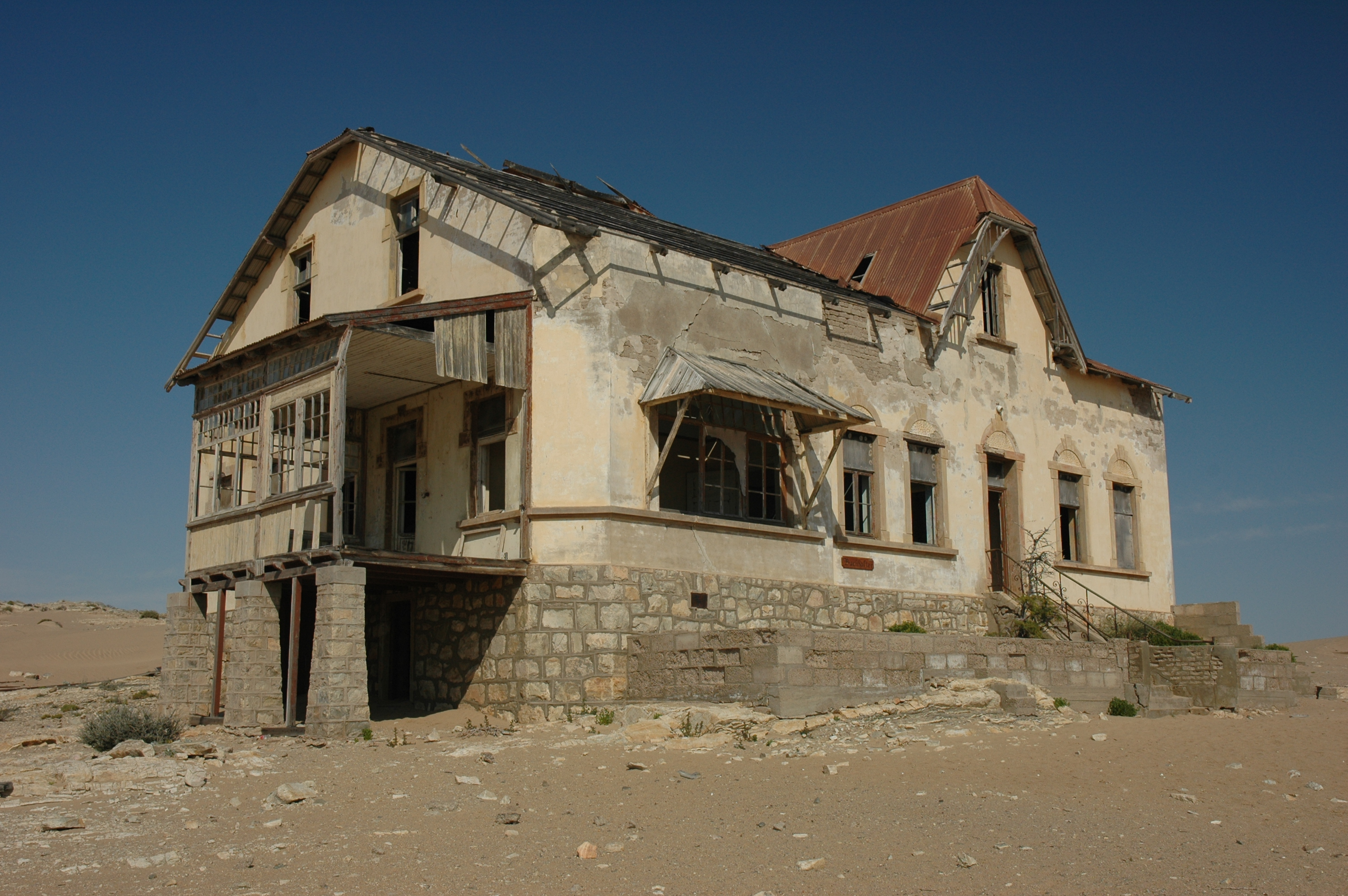
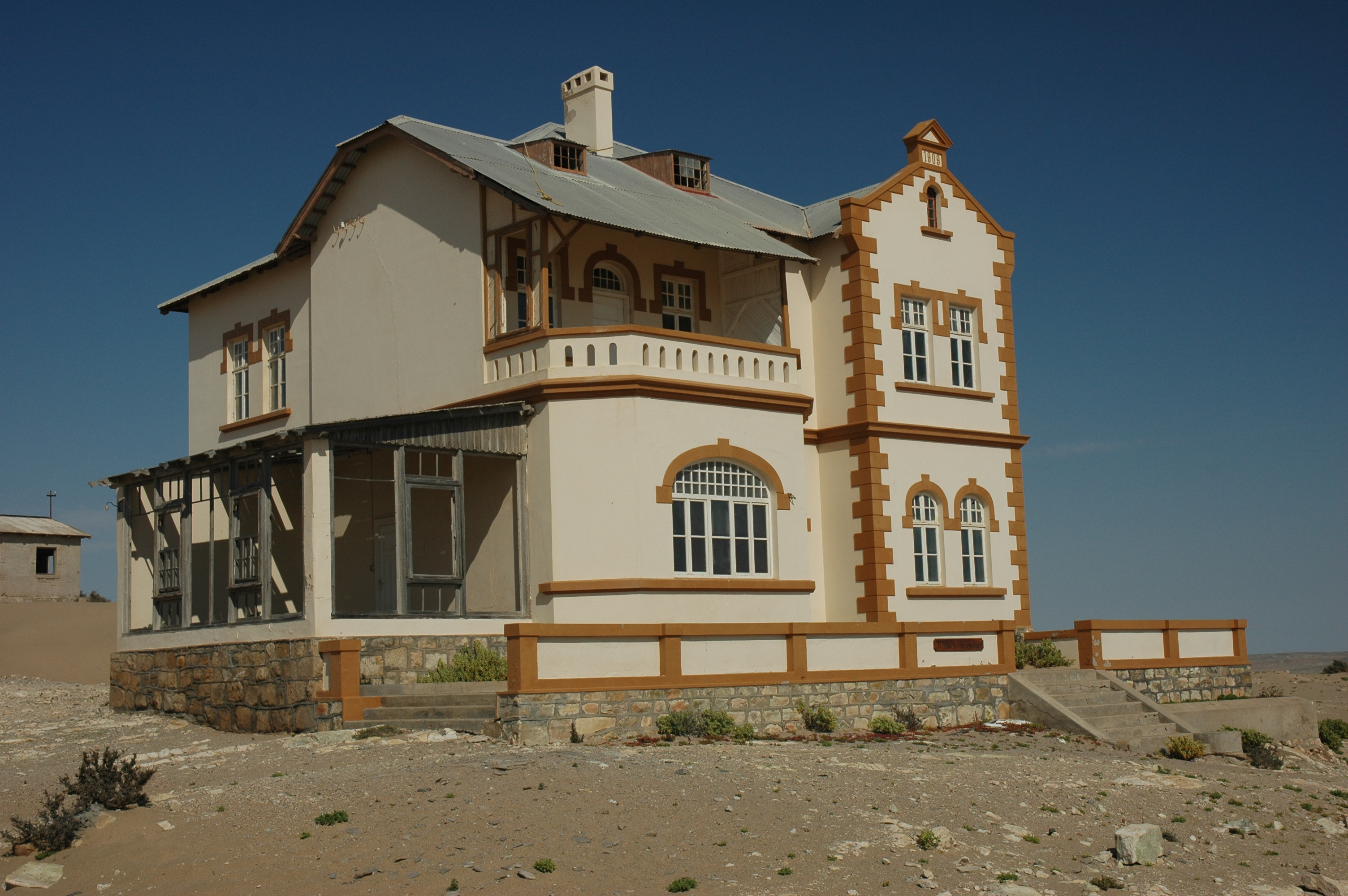
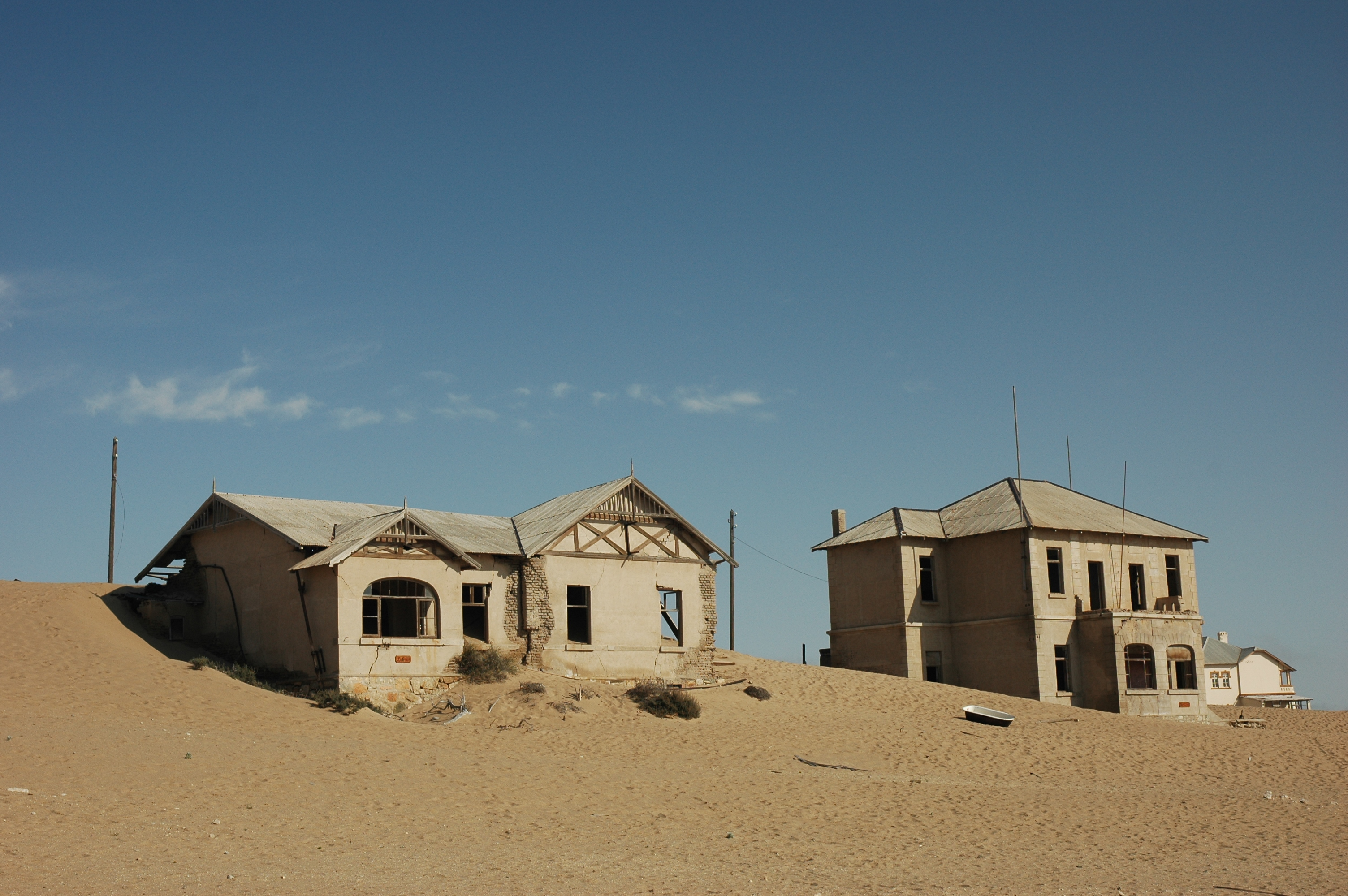
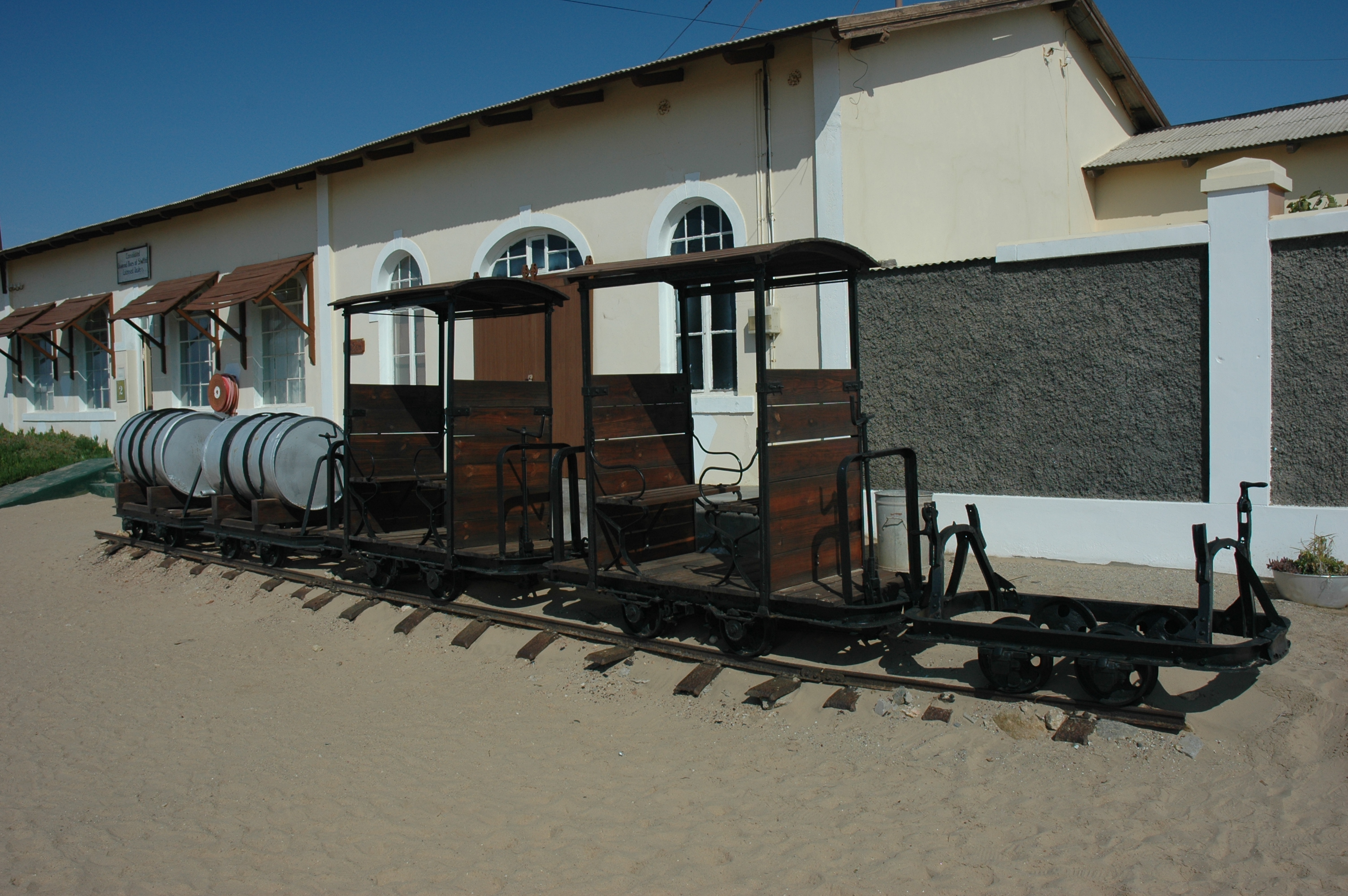
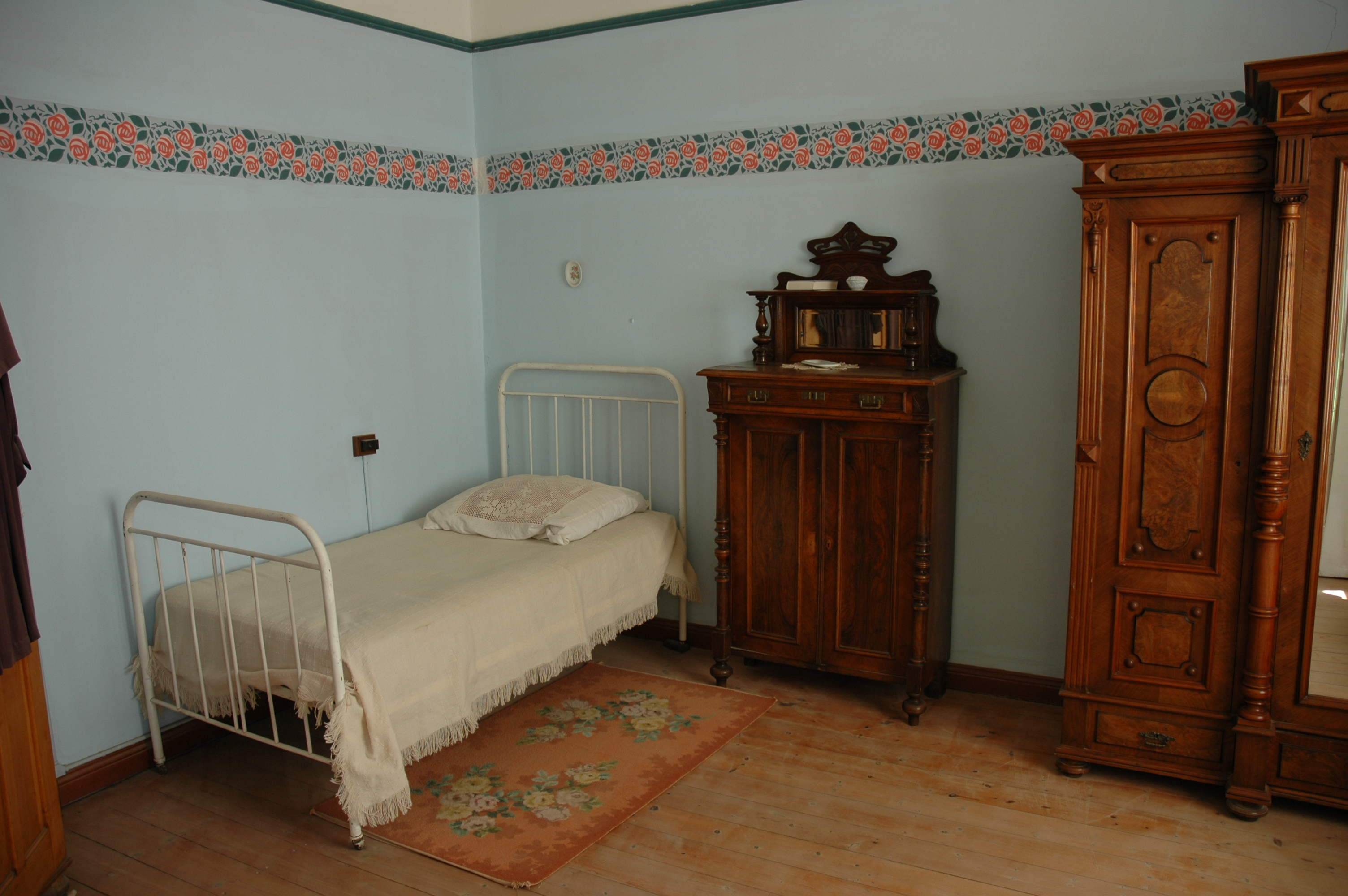
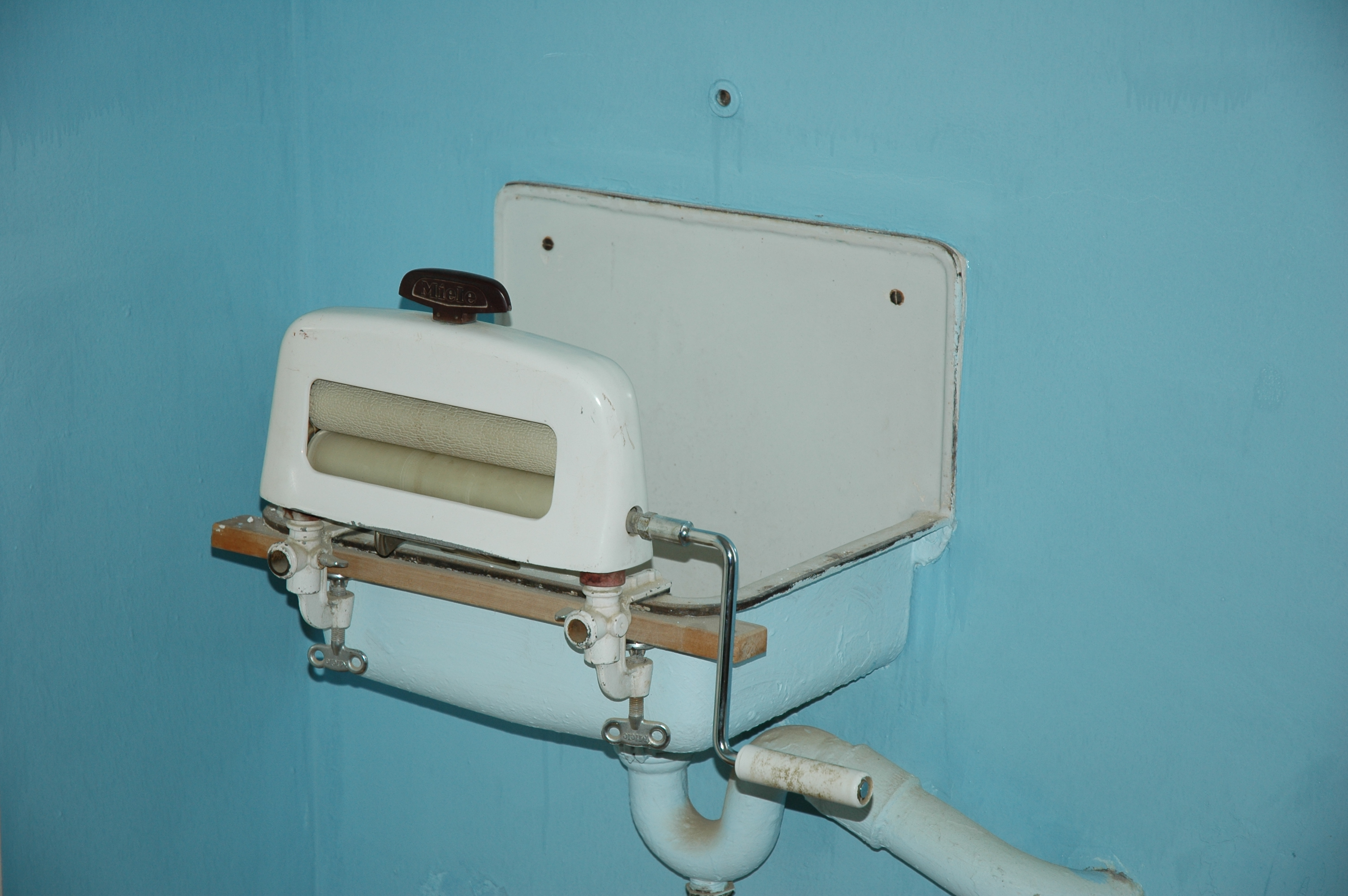
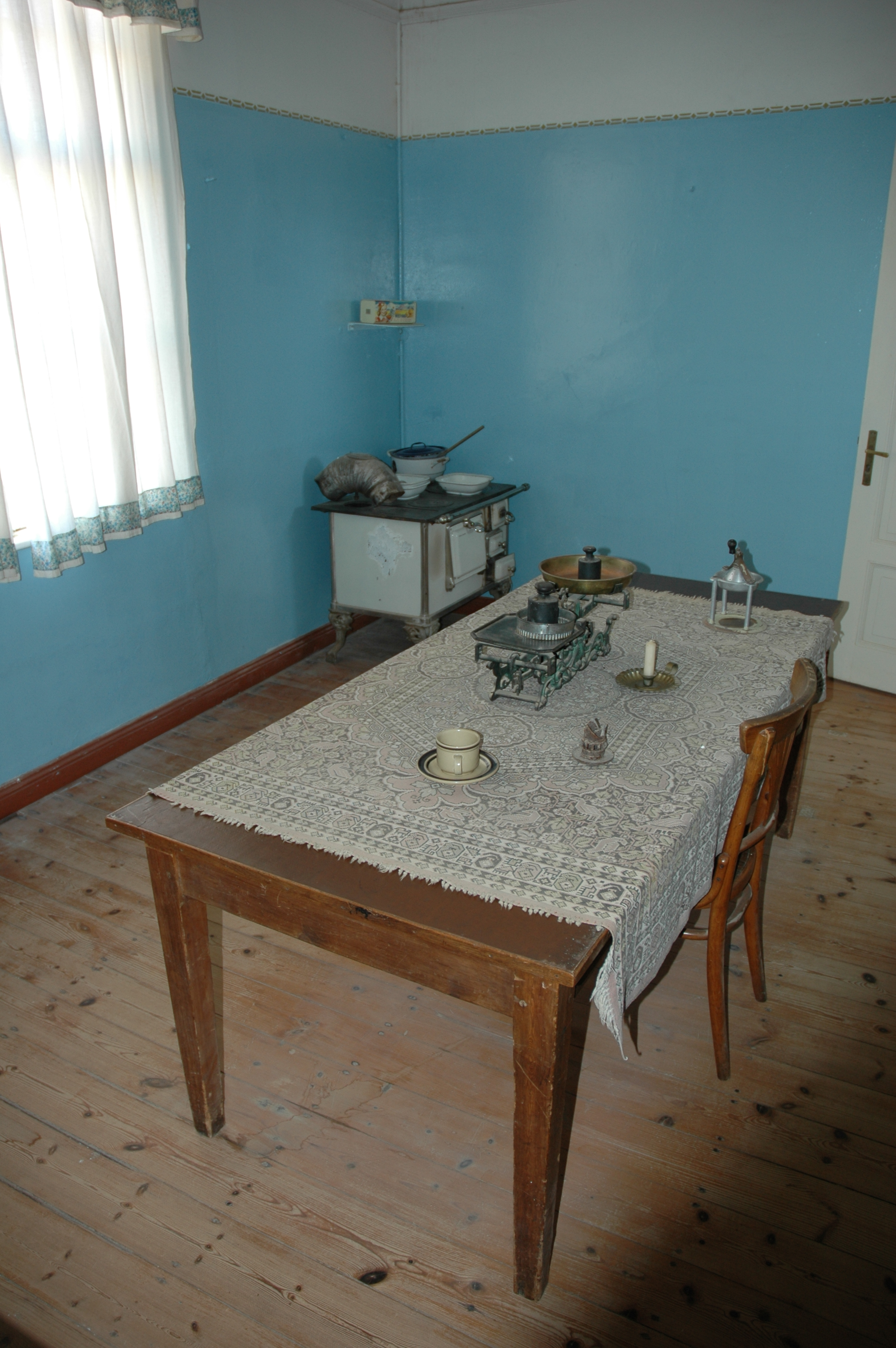
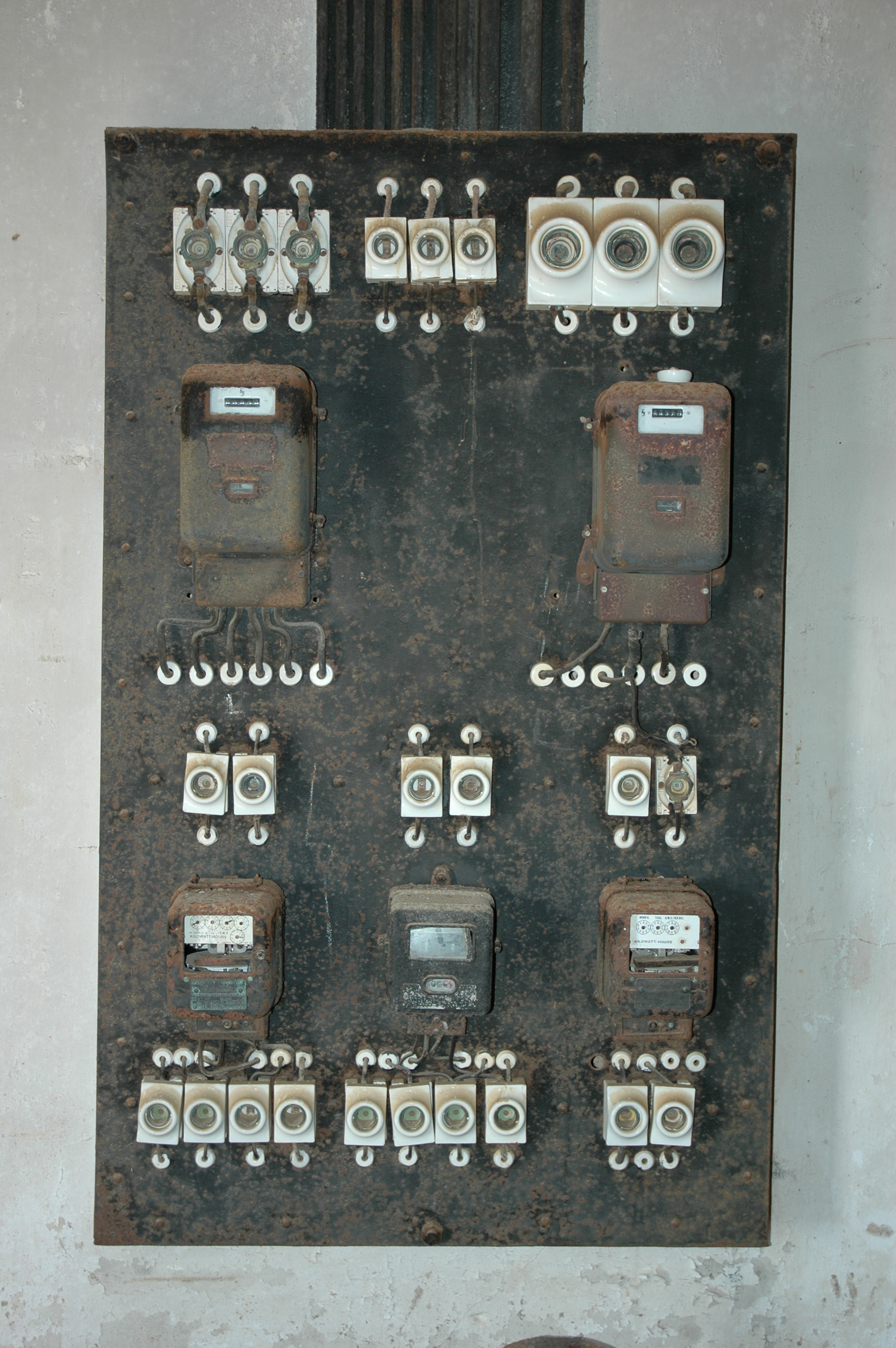
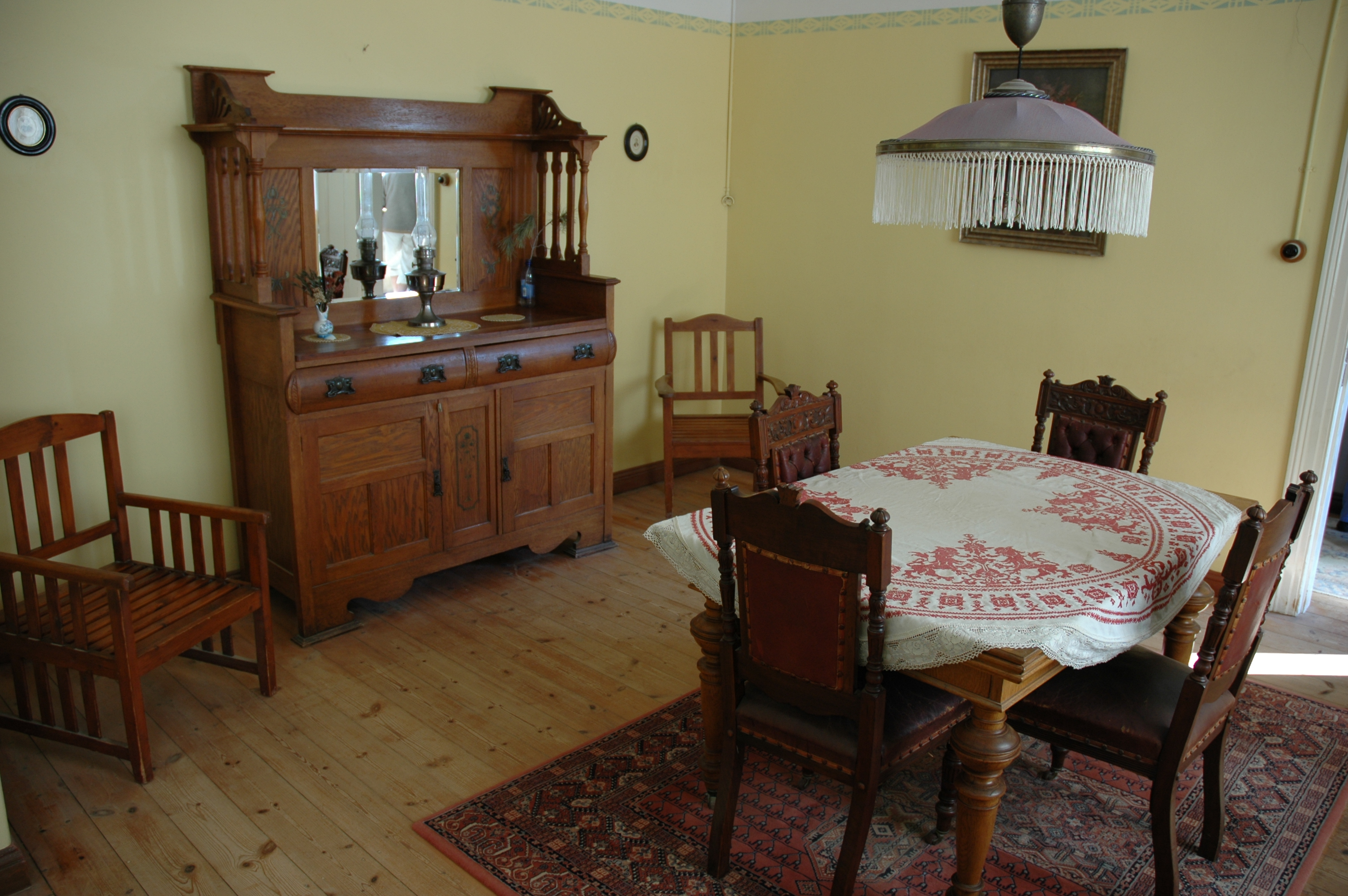

- Mont Brukkaros (en)

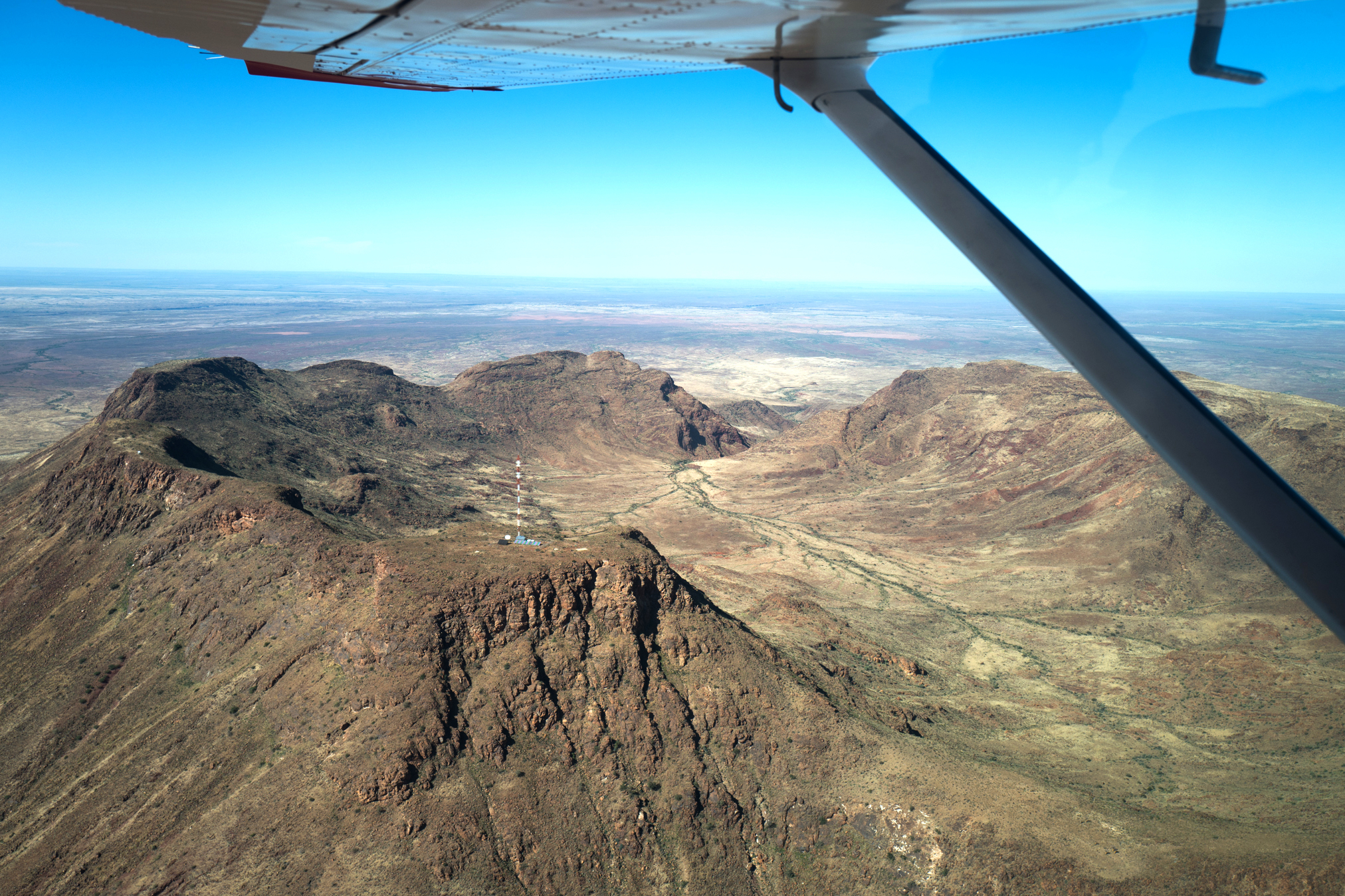
Vue aérienne
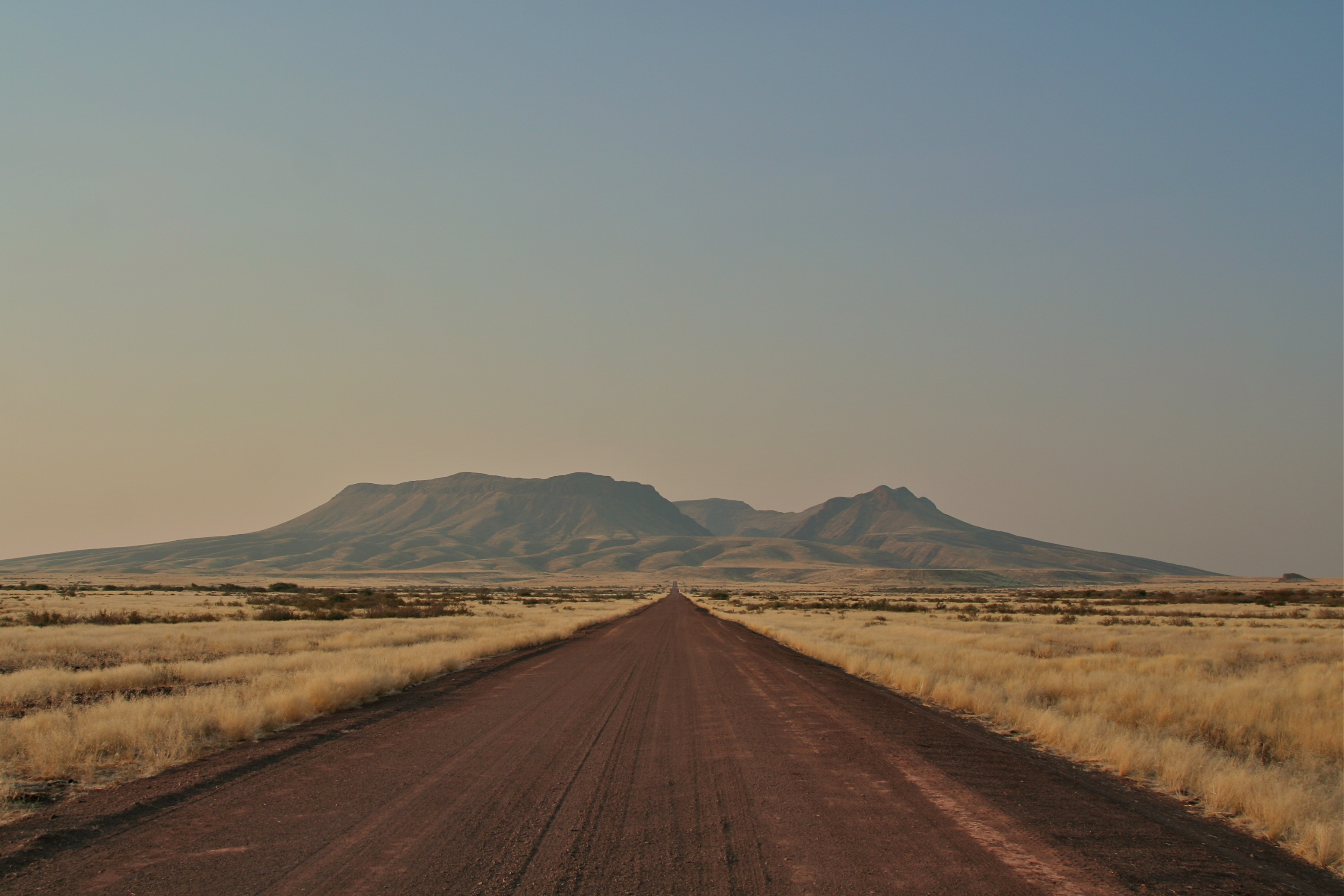
Route vers le mont Brukkaros
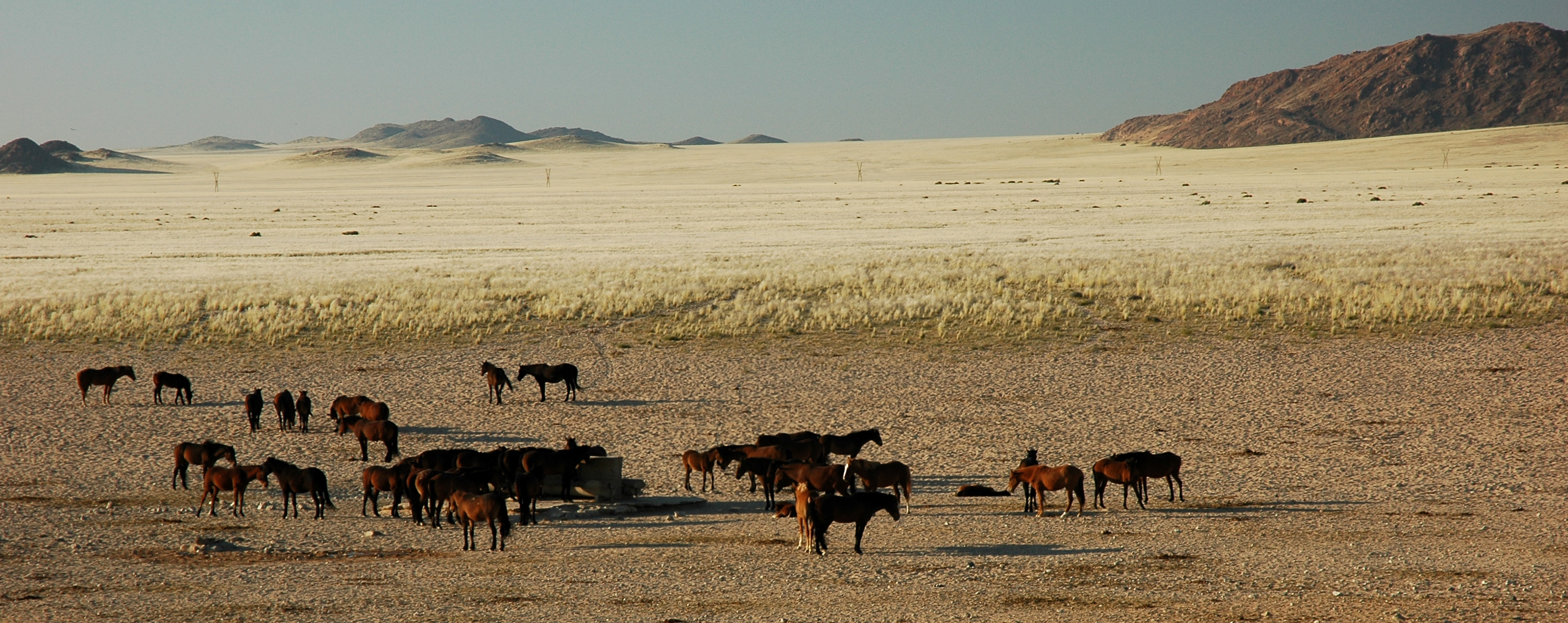
Chevaux sauvages entre Aus et Lüderitz
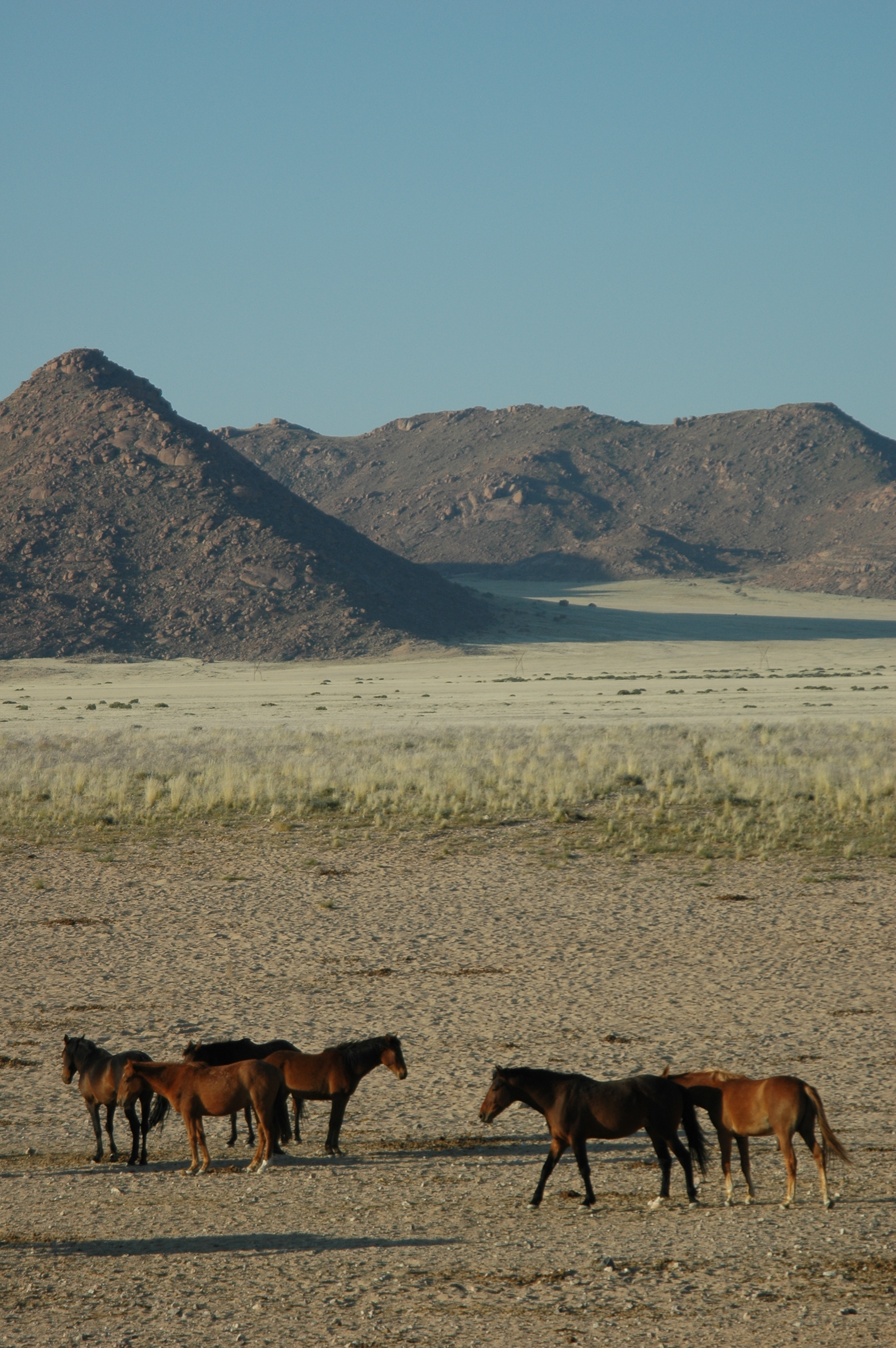
Namibie Chevaux